# Tyske Kejserrige
Det Tyske Kejserrige (Das deutsche Kaiserreich) blev proklameret i Versailles den 18. januar 1871 efter det nordtyske forbunds sejr i den fransk-preussiske krig. Det markerede den endelige samling af Tyskland. Preussen, der udgjorde størstedelen af imperiet, fik en ledende stilling, og dets kansler Otto von Bismarck blev Tysklands rigskansler. De forskellige delstater som Sachsen og Bayern bevarede deres fyrster og lokalregeringer, men måtte underordne sig kejserriget i overordnede spørgsmål.
Kejserriget bestod indtil Wilhelm 2.s abdikation i november 1918 under Novemberrevolutionen, der også førte til afslutningen på 1. verdenskrig. Det blev i 1919 efterfulgt af Weimarrepublikken, der var et parlamentarisk demokrati.

## Indledende overblik
Det tyske kejserrige skabtes i en periode, hvor Tyskland blev stærkt industrialiseret. Landet ændrede sig økonomisk og socialt fra et landbrugsland til et industriland i de sidste årtier af 1800-tallet. Servicesektoren voksede også kraftigt i takt med at handel og finansvæsen fik større betydning. Den økonomiske vækst blev midlertidigt bremset af den økonomiske krise i 1873 og den følgende lavkonjunktur. Trods betydelige politiske konsekvenser fortsatte den stigende industrialisering trods krisen.
Det var af betydning for den samfundsmæssige udvikling, at der skete en betydelig befolkningstilvækst og en befolkningsforskydning fra land til by. Samfundsstrukturen blev påvirket af, at der kom en større arbejderbefolkning i byerne og fra 1890'erne også en ny middelklasse af teknikere, funktionærer og embedsmænd. Til gengæld gik adelens og håndværkernes indflydelse (målt på deres bidrag til bruttonationalproduktet) tilbage. Alligevel beholdt adelen sin høje sociale prestige og kunne fastholde sin dominerende stilling i militæret, diplomatiet og toppen af statsadministrationen.
Den inden- og udenrigspolitiske udvikling blev indtil 1890 styret af den første og længstsiddende rigskansler Otto von Bismarck. Hans regeringstid kan opdeles i en forholdsvis liberal periode, der var kendetegnet ved indenrigspolitiske reformer og kulturkamp, samt en mere konservativ periode efter 1878/1879. Skellet mellem de to perioder er overgangen til statsinterventionisme (beskyttelsestold, socialforsikring og lovene rettet mod det Tyske socialistiske Arbejderparti. Udenrigspolitisk forsøgte Bismarck at sikre riget ved hjælp af en række alliancer. Han indledte den senere kraftigt udvidede imperialisme. Herved kom det i stigende grad til internationale interessekonflikter med andre kolonimagter, især Storbritannien.
Tiden efter Bismarck kaldes ofte for den wilhelminske periode, fordi kejser Wilhelm 2. efter at have afskediget Bismarck fik stor indflydelse på den daglige politik. Imidlertid spillede også andre og til dels konkurrerende aktører en vigtig rolle: De påvirkede kejserens beslutninger, som kom til at virke modstridende og uberegnelige. De andre aktører var de vekslende regeringer, partierne i rigsdagen (Reichstag) og militærets ledelse.
Folkebevægelser, folkepartier og pressens stigende betydning gav den offentlige mening større vægt. Ikke mindst derfor søgte regeringen at sikre sig støtte i befolkningen gennem en imperialistisk verdenspolitik, en anti-socialdemokratisk samlingspolitik og en populær flådeoprustning.
Udenrigspolitisk førte oprustning, bestræbelserne på at blive en verdensmagt og opløsningen af Bismarcks alliancer til, at Tyskland i stigende grad blev isoleret. Den politik var med til at øge risikoen for konflikter. Da 1. verdenskrig til sidst blev udløst i 1914, førte Tyskland krig på flere fronter, og militæret fik større indenrigspolitisk indflydelse. I takt med at tabene ved fronterne steg, og den sociale nød på hjemmefronten voksede, mistede monarkiet opbakning. Sammenbruddet på Vestfronten og Novemberrevolutionen førte til kejserrigets fald i 1918.

## Sammensætning
Kejserriget bestod af 25 forbundsstater (Bundesglieder) – herunder tre med en republikansk forfatning hansestæderne Hamburg, Bremen og Lübeck – samt Elsass-Lothringen.
| Forbundsstat              | Statsform       | Hovedstad     | Areal i km² (1910) | Indbyggertal (1910) |
| ------------------------- | --------------- | ------------- | ------------------ | ------------------- |
| Preussen                  | Kongerige       | Berlin        | 348.780            | 40.165.219          |
| Bayern                    | Kongerige       | München       | 75.870             | 6.887.291           |
| Württemberg               | Kongerige       | Stuttgart     | 19.507             | 2.437.574           |
| Sachsen                   | Kongerige       | Dresden       | 14.993             | 4.806.661           |
| Baden                     | Storhertugdømme | Karlsruhe     | 15.070             | 2.142.833           |
| Mecklenburg-Schwerin      | Storhertugdømme | Schwerin      | 13.127             | 639.958             |
| Hessen                    | Storhertugdømme | Darmstadt     | 7.688              | 1.282.051           |
| Oldenburg                 | Storhertugdømme | Oldenburg     | 6.429              | 483.042             |
| Sachsen-Weimar-Eisenach   | Storhertugdømme | Weimar        | 3.610              | 417.149             |
| Mecklenburg-Strelitz      | Storhertugdømme | Neustrelitz   | 2.929              | 106.442             |
| Braunschweig              | Hertugdømme     | Braunschweig  | 3.672              | 494.339             |
| Sachsen-Meiningen         | Hertugdømme     | Meiningen     | 2.468              | 278.762             |
| Anhalt                    | Hertugdømme     | Dessau        | 2.299              | 331.128             |
| Sachsen-Coburg og Gotha   | Hertugdømme     | Coburg/Gotha  | 1.977              | 257.177             |
| Sachsen-Altenburg         | Hertugdømme     | Altenburg     | 1.324              | 216.128             |
| Lippe                     | Fyrstendømme    | Detmold       | 1.215              | 150.937             |
| Waldeck                   | Fyrstendømme    | Arolsen       | 1.121              | 61.707              |
| Schwarzburg-Rudolstadt    | Fyrstendømme    | Rudolstadt    | 941                | 100.702             |
| Schwarzburg-Sondershausen | Fyrstendømme    | Sondershausen | 862                | 89.917              |
| Reuß jüngere Linie        | Fyrstendømme    | Gera          | 827                | 152.752             |
| Schaumburg-Lippe          | Fyrstendømme    | Bückeburg     | 340                | 46.652              |
| Reuß ältere Linie         | Fyrstendømme    | Greiz         | 316                | 72.769              |
| Hamburg                   | Fristad         | Hamburg       | 414                | 1.014.664           |
| Lübeck                    | Fristad         | Lübeck        | 298                | 116.599             |
| Bremen                    | Fristad         | Bremen        | 256                | 299.526             |
| Elsass-Lothringen         | Rigsområde      | Straßburg     | 14.522             | 1.874.014           |
| Tyske rige                | Kejserrige      | Berlin        | 540.858            | 64.925.993          |

## Geopolitisk placering i Mellemeuropa
Det tyske kejserrige havde 8 nabolande:
- I nord 65 km grænse til Danmark. (Kongeågrænsen)
- I nordøst og øst 1.332 km grænse til Rusland
- I sydøst og syd 2.388 km grænse til Østrig-Ungarn
- I syd 385 km grænse til Schweiz
- I sydvest 392 km grænse til Frankrig
- I vest 219 km grænse til Luxemburg og
- 84 km grænse mod Belgien
- I nordvest 567 km grænse mod Holland.

Grænsen var i alt på 5.422 km, når man ikke medregner søgrænserne.

## Forhistorie
Tysklands historie i 1800-tallet frem til grundlæggelsen af Det tyske Kejserrige var præget af talrige politiske og territoriale forandringer efter opløsningen af det Tysk-romerske rige i 1806. Det gamle rige, som bestod af stater af overnational karakter og var præget af interessekonflikter mellem de to stormagter Østrig og det fremadstræbende Preussen, brød sammen under Napoleonskrigene og den af Frankrig iværksatte etablering af Rhinforbundet.
Derefter forstærkedes bestræbelserne i hele Europa på at etablere nationalstater efter fransk forbillede. I Tyskland førte det til tanker om en stortysk løsning, hvor Østrig var med og en lilletysk løsning uden Østrig.
Efter sejren over Frankrig i Napoleonskrigene havde de tyske fyrster ingen interesse i etablering af en nationalstat, som kunne begrænse deres autonomi. Wienerkongressen i 1815 etablerede derfor kun det Tyske forbund, som var en løs sammenslutning af de områder, som indtil 1806 havde været en del af det Tysk-romerske rige. Tiden efter Wienerkongressen, som betegnes restaurationen, blev internationalt domineret af den østrigske kansler Fyrst von Metternich. Inden for rammerne af Den Hellige Alliance, som var et forbund mellem Østrig, Preussen og Rusland, skulle der gennemføres en genetablering af magtforholdene fra før den Franske revolution.
Nationalstatslige og borgerligt demokratiske bevægelser var modstandere af restaurationen, og det førte til talrige oprør i store dele af Centraleuropa som Martsrevolutionen i 1848 i talrige tyske stater (og i Danmark). Efter revolutionen og vedtagelsen af forfatningsudkastet tilbød parlamentarikerne i det første samlede demokratisk valgte tyske parlament i Frankfurt den preussiske konge at blive kejser i et tysk kejserrige uden Østrig. Da han afslog denne opfordring med henvisning til, at han var udvalgt af Gud, slog forsøget på at forene hovedparten af de tyske stater på basis af et konstitutionelt monarki fejl.
Det Tyske Forbund fortsatte med at eksistere også efter at de revolutionære bevægelser var slået ned under østrigsk ledelse. Der fulgte et årti, hvor den politiske reaktion havde magten, og demokratiske og liberale bestræbelser blev undertrykt. Fra begyndelsen af 1860'erne dannedes de første politiske partier i moderne forstand.
- Kongeriget Preussen
- Kongeriget Bayern
- Kongeriget Sachsen
- Kongeriget Württemberg
- Storhertugdømmet Baden

I 1864 fik det Tyske Forbund større samlende betydning, da Krigen i 1864 brød ud over det slesvig-holstenske spørgsmål. Her deltog både Preussen og Østrig i en såkaldt forbundseksekution ("Bundesexekution"), som det Tyske Forbund gennemførte mod Holsten efter Danmarks vedtagelse af Novemberforfatningen. Denne samdrægtighed varede kun til en strid om det erobrede Slesvig-Holsten. I 1866 udbrød den preussisk-østrigske krig, hvori Preussen sammen med nogle nordtyske stater og Italien kæmpede mod Østrig, som var i forbund med de sydtyske stater, heriblandt Baden, Bayern, Hessen og Württemberg. Østrigs nederlag betød også enden på det Tyske Forbund. og i stedet grundlagdes det Nordtyske forbund under preussisk ledelse. De sydtyske lande, som tidligere havde været allierede med Østrig, indgik alliancer med Preussen.
Som følge af stridigheder mellem Preussen og Frankrig om den spanske arvefølge udbrød den fransk-preussiske krig i 1870. Krigserklæringen kom fra Frankrig, efter at den preussiske ministerpræsident Otto von Bismarck havde offentliggjort en redigeret udgave af Emsdepechen og dermed udstillet Frankrig politisk. De sydtyske stater sluttede op bag Preussen.

## Grundlæggelsen af det tyske kejserrige
Efter den tyske sejr i Slaget ved Sedan og tilfangetagelsen af den franske kejser Napoleon 3. var vejen banet for grundlæggelsen af det tyske kejserrige. Bismarck begyndte at forhandle med de sydtyske stater om en lilletysk løsning, og han fik i vidt omfang sine ønsker opfyldt. Bayern, Württemberg og Baden blev optaget i det Nordtyske forbund. Planer om et dobbeltforbund, som Bayern havde foreslået, kunne ikke gennemføres. Bismarcks løsning sikrede på den ene side, at Preussen kom til at dominere det nye kejserrige, og på den anden side dannede den styrkede monarkistiske føderation en barriere mod tendenser i retning af parlamentarisme.
I den tyske offentlighed fremkom krav om annektering af Elsass og dele af Lothringen, hvilket Bismarck stillede sig bag. Det forlængede krigen og medførte et langvarigt tysk-fransk arvefjendskab, men gav den nationale begejstring i Tyskland vind i sejlene. Det lettede Bismarcks forhandlinger med de sydtyske stater, der mundede ud i Novemberaftalerne. Men han måtte give indrømmelser: Bayern opretholdt sin egen hær i fredstid, og det beholdt lige som også Württemberg sit eget postvæsen. Alle de sydtyske stater beholdt deres statslige jernbaner og andre højhedsrettigheder. På det udenrigspolitiske område fastholdt de retten til at opretholde egne diplomatiske forbindelser.
På trods af en vidtgående overtagelse af det Nordtyske Forbunds forfatning var Det tyske kejserrige formelt en ny grundlæggelse, der krævede ratificering i de deltagende parters lovgivende forsamlinger. I stedet for det hidtidige forbundspræsidentskab blev den preussiske konge tysk kejser. Dette navneskifte var statsretsligt af underordnet betydning, men havde stor symbolsk værdi. Erindringen om det gamle rige gjorde det lettere for tyskerne at identificere sig med den nye stat. For at understrege nationalstatens monarkiske legitimitet var det vigtigt for Bismarck, at kong Ludwig 2. af Bayern, som monark for det største land, der indtrådte i riget, skulle anmode Wilhelm 1. om at overtage kejsertronen. Den modstræbende og psykisk og finansielt hårdt ramte bayrer erklærede sig på baggrund af et tilsagn om årlige betalinger på 4-5 mio. mark fra de såkaldte Welfenfonds parat til dette skridt. Han foreslog i et af Bismarck formuleret kejserbrev kong Wilhelm til tysk kejser.
Kendetegnende for det nye rige var det, at repræsentanterne for den nordtyske rigsdag måtte vente på, at de tyske rigsfyrster gav deres godkendelse af kejserværdigheden. Først derefter fik parlamentsmedlemmerne lov at anmode kongen om at overtage kejserkronen. Det var i tydelig kontrast til kejserdeputationen i 1849. Kong Wilhelm selv, der ikke uden grund frygtede, at den nye titel skulle overskygge den preussiske kongeværdighed, var længe afvisende. Hvis han skulle være kejser, ville han være "kejser af Tyskland". De allierede monarker afviste imidlertid den titel, fordi det kunne anses for at været et krav om mere herredømme. Kun efter massivt pres fra Bismarck accepterede Wilhelm til sidst titlen som "tysk kejser". Proklamationen af det tyske kejserrige skete i Spejlsalen på slottet i Versailles.
Den 3. marts 1871 afholdtes det første rigsdagsvalg. Det første konstituerende møde foregik den 21. marts i Preußisches Abgeordnetenhaus i Berlin, som blev rigshovedstad. Rigsforfatningen trådte i kraft den 16. april 1871. Freden i Frankfurt blev underskrevet den 10. maj 1871, og afsluttede officielt den fransk-preussiske krig. Den tyske rigsmøntlov indførte en fælles valuta – Reichsmark – i Det tyske Rige, baseret på guldstandarden.

## Rigets opbygning

### Rigets symboler
Det tyske rige havde ingen officiel nationalsang, og indtil videre heller intet officielt nationalflag. I stedet for en nationalsang brugtes sangen Heil Dir im Siegerkranz på samme melodi som den britiske nationalsang og Die Wacht am Rhein. Indtil videre blev det Nordtyske Forbunds flag anvendt som flag for marinen og handelsflåden. Først i 1892 blev den sort-hvid-røde fane ved allerhøjeste forordning udpeget til nationalflag. Farverne var sammensat af Preussens farver (sort og hvid) og hansestædernes farver (hvid over rød).

### Bismarcks rigsforfatning
Det tyske riges forfatning af 16. april 1871 byggede på det Nordtyske Forbunds forfatning fra 1866. Otto von Bismarck havde i høj grad præget udformningen og tilpasset den sine egne forestillinger. Den var på den ene side en grundlov, som afgrænsede de forskellige rigsmyndigheders kompetencer i forhold til hinanden. På den anden side afgrænsede den også rigets myndighed i forhold til de enkelte stater. Her fulgtes princippet om begrænset enkeltfuldmagtsafgivelse. Riget måtte kun handle inden for de områder, som udtrykkeligt var overdraget til det inden for forfatningens rammer. Alt andet henhørte under de enkelte stater.
Forfatningen uddyber ikke de grundlæggende rettigheder i forholdet mellem undersåt (borger) og stat, men indeholder kun et forbud mod at de enkelte stater diskriminerer borgere fra andre stater. Denne undladelse behøvede ikke nødvendigvis at have uheldige konsekvenser, for da det i reglen var enkeltstaterne, som gennemførte rigslovene, var det i reglen kun dem, som handlede i forhold til borgerne. Det var derfor mere afgørende, hvilke grundlæggende rettigheder der var nedfældet i staternes forfatninger. Således indeholdt fx den preussiske forfatning af 31. januar 1850 et katalog af grundlæggende rettigheder.
Forfatningen anså det tyske rige for at være en stiftelse for rigsfyrsterne. Heraf fulgte, at det tyske rige var en forbundsstat. Enkeltstaterne havde vidtgående selvstændighed, og gennem Forbundsrådet (Bundesrat) havde de en betydningsfuld rolle på rigsniveau. Forbundsrådet var i forfatningen tænkt som den egentlige suveræn i riget. Dets kompetencer var derfor af såvel lovgivningsmæssig som udøvende karakter. Realpolitisk blev dets betydning som selvstændigt magtcentrum begrænset af forskellige årsager. En årsag var, at Preussen som den største enkeltstat ganske vist kun rådede over 17 af 58 stemmer, men de nordtyske og mellemtyske småstater fulgte næsten altid Preussen ved stemmeafgivningen.
Kongen af Preussen udgjorde forbundets præsidium. Kejseren havde betydelige kompetencer, som gik langt ud over, hvad man kunne forvente af titlen Forbundets præsident. Han udpegede og afskedigede rigskansleren og rigsembedsmændene (især ministre og departementschefer). Han fastlagde sammen med Rigskansleren, der i reglen også var preussisk ministerpræsident og preussisk udenrigsminister, rigets udenrigspolitik. Kejseren var øverstbefalende for den tyske marine og den tyske hær, (men kun i krigstid havde han kommandoen over den bayriske hær). Desuden forudså forfatningen, at kejseren om nødvendigt kunne genoprette den indre sikkerhed ved hjælp af hæren. Denne koncentration af udøvende magt blev ofte brugt som indenrigspolitisk pressionsmiddel. De sydtyske kongeriger Württemberg og Bayern beholdt dog nogle højhedsrettigheder.
Imidlertid var hverken den preussiske konge eller den tyske kejser enevældig, men havde magtbeføjelser, som var i overensstemmelse med den tyske forfatningspraksis i 1800-tallet, om end med stærke elementer udover forfatningen.
Over for kejseren var rigskansleren i denne magtstruktur den ansvarlige rigsminister, som de øvrige ministre var underordnet. Han var formand for Forbundsrådet og stod i spidsen for rigets forvaltning. Han var i reglen samtidig ministerpræsident og udenrigsminister i Preussen. Det demokratiske underskud i denne forfatning lå frem for alt i rigskanslerens manglende parlamentariske ansvar, da rigsdagen hverken kunne vælge eller afsætte ham. Først i oktober 1918 blev rigskanslerens parlamentariske ansvar indført med oktoberforfatningen.
Den tyske Rigsdag, Reichstag, udgjorde den egentlige modvægt mod staternes regeringer, Forbundsrådet og rigsledelsen. Der var almindelig valgret (for mænd over 25 år). Valgene var lige, i form af flertalsvalg og hemmelige. Det var et nærmest demokratisk træk både i forhold til andre europæiske lande og også til mange tyske forbundsstater – såsom Preussen, hvor vælgerne havde indflydelse i forhold til, hvor meget de betalte i skat. Valgperioden var tre år og efter 1888 fem. En afgørende svaghed ved rigsdagen var, at Forbundsrådet med kejserens godkendelse til enhver tid kunne opløse parlamentet og udskrive nyvalg. Medlemmerne af rigsdagen fik som modvægt til den almindelige valgret ingen diæter. De valgte havde et frit mandat, og var ifølge forfatningsteksten ikke bundet af vælgerne. Rent faktisk var der i de første valgperiode mange "vilde medlemmer". I praksis skete der efterhånden en etablering af fraktioner.
Reichstag var ligestillet med Forbundsrådet, når det drejede sig om vedtagelse af love. Denne centrale ret for parlamentet var i retspositivismens tidsalder af stigende betydning, da regeringens handlinger var baseret på lovene. Ud fra princippet om, at lovene står over ministerielle cirkulærer og vejledninger, fik parlamentet en central placering og forvaltningsretningslinjer fik kun virkning internt i forvaltningen. Parlamentets anden centrale kompetence drejede sig om vedtagelse af statsbudgettet i form af en finanslov. Finanslovsdebatten udviklede sig hurtigt til en generel debat om regeringens samlede embedsførelse. Imidlertid var mulighederne begrænsede for at træffe afgørelser om militærbudgettet, som med 70-75% var den største post på budgettet. Indtil 1874 var budgettet fastlagt, og senere sørgede syvårige forsvarsforlig (Septennat) for en begrænsning af parlamentets rettigheder på dette område.
Dermed var den politiske ledelse af riget henvist til at samarbejde med Reichstag. Den forfatningsmæssige fiktion om et forbund af fyrster afspejlede således ikke virkeligheden. I langt højere grad var forfatningen udtryk for et kompromis mellem de nationale og demokratiske krav fra det fremvoksende erhvervs- og uddannelsesborgerskab og de dynastiske magthavere.

### Rigets magtcentre
Bismarcks forfatning var en vigtig ramme for den faktiske magtudøvelse, og de i forfatningen forankrede institutioner som rigsdag og kansler var af central betydning for det politiske system. Herudover var der andre magtcentre, som kun delvis fremgik af den skrevne forfatning.

#### Bureaukrati og forvaltning
Bureaukratiet omtales næsten ikke. Ved alle indenrigspolitiske konflikter sørgede det bureaukratiske apparat for kontinuitet. Samtidig måtte de politiske beslutningstagere – også rigskansler og kejser – regne med den vægt som de højere embedsmænd udgjorde. Ganske vist havde riget selv i begyndelsen kun et beskedent embedsapparat og var i lang tid afhængig af samarbejde med de preussiske ministerier. Udover rigskansleren var der ingen egentlig rigsregering. I stedet for ministerier var der kun en række statssekretærer, som var underordnet rigskansleren og beklædte rigsembeder. Således opstod der i tidens løb udover rigskanslerkontoret også et rigsjernbanekontor, et rigspostkontor, et rigsjustitskontor, et kontor for forvaltningen af rigsområdet Elsaß-Lothringen, udenrigskontoret, indenrigskontoret og til sidst et rigskolonikontor. Den forvaltningsmæssige afhængighed af Preussen blev ganske vist mindre i takt med at rigsforvaltningen blev opbygget, men til det sidste var den organisatoriske forbindelse mellem Preussen og riget af stor betydning. På de øverste poster og i den øverste rigsforvaltning var protestanter og repræsentanter for adelen overrepræsenteret. Af 31 statssekretærer var 12 af adelig herkomst og i 1909 var 71% protestanter. Politisk var de i starten stadig forholdsvis liberalt orienteret. Først gennem en langsigtet rekrutteringspolitik blev der konservativ overvægt blandt de øverste embedsmænd.

#### Monarkiet og det kejserlige hof
Forfatningen sikrede kejseren et betydeligt spillerum. De forskellige kejserlige råd som civil-, militær- og marinekabinettet spillede en vigtig rolle i kejserens beslutningstagning. Hertil kom hoffet og kejserens nære personlige fortrolige. Allerede Wilhelm 1. udøvede betydelig indflydelse på personalepolitikken, uden i reglen at gribe ind i de daglige forretninger. Især under kejser Wilhelm 2., der krævede et "personligt regime" var dette regime et af de centrale magtcentre i riget. Kejserens forvandling fra præsident for forbundet til rigsmonark kan dårligt undervurderes. Også uden for Preussen var det ikke længere kun de forskellige dynastiers mindedage, som blev markeret, men også kejserens fødselsdag. Kejseren blev i stadig stigende grad et symbol på riget. Spørgsmålet, om kejser Wilhelm 2. rent faktisk kunne gennemføre et personligt regime, er bestemt omstridt. Uomstridt er det, at den kejserlige indflydelse indtil 1897 var begrænset, mens kejserens betydning frem til 1908 voksede betydeligt, for derefter igen at falde. En affære om kejserens fortrolige Philipp zu Eulenburg og Daily-Telegraph-affære bidrog til at forringe kejserens anseelse i offentligheden, men ændrede ikke på vurderingen af monarkiet som institution.

#### Militæret
Ifølge forfatningen forblev hæren og flåden stort set underlagt den preussiske konge, og dermed kejseren, bortset fra bevillingen af de nødvendige midler. Grænserne for de næsten enevældige beføjelser var i den forbindelse dårligt nok defineret. Militæret forblev derfor en vigtig del af monarkiets fundament. Under den øverste krigsherre eksisterede der med militærkabinettet, det preussiske krigsministerium og generalstaben tre institutioner, som til tider var i intern strid om kompetencer. Især generalstaben forsøgte under Helmuth Karl Bernhard von Moltke og senere Alfred von Waldersee at få indflydelse på politiske forhold. Det samme var tilfældet for Alfred von Tirpitz i flådespørgsmål.
Hæren var ikke kun rettet mod ydre fjender, men skulle også ifølge den øverste militære ledelse indsættes fx ved strejker. I praksis blev hæren stort set ikke indsat under de store strejker. Samtidig udgjorde hæren som pressionsmiddel en indenrigspolitisk magtfaktor, som ikke skal undervurderes.
Den nære tilknytning til monarkiet afspejlede sig i starten i det adelige officerskorps. Også senere beholdt adelen en stærk position blandt de ledende officerer, men i takt med udvidelsen af hær og flåde kom der flere borgerlige i de mellemste officersklasser. Udvælgelsen og den indre socialisering i militæret sørgede imidlertid for, at også denne gruppes selvforståelse ikke afveg fra deres adelige kollegers.
Mellem 1848 og 1860'erne havde tyskerne nærmest betragtet militæret med mistro. Dette ændrede sig grundlæggende efter sejrene mellem 1864 og 1871. Militæret blev til en central faktor i den gryende rigspatriotisme. Kritik af militæret blev anset for upatriotisk, men partierne støttede alligevel ikke ubetinget en forøgelse af hæren. Først i 1890 fik militæret en styrke i fredstid på 490.000 mand; den i forfatningen forudsete størrelse på 1 % af befolkningen. I de følgende år blev landstyrkerne yderligere forstærket. Mellem 1898 og 1911 indebar den kostbare opbygning af højsøflåden indskrænkninger af landstyrkerne. Bemærkelsesværdigt er det, at generalstaben selv i denne periode afviste en udvidelse af styrken, idet den frygtede en forstærkelse af det borgerlige element i officerskorpset på bekostning af det adelige. I denne periode fremkom Schlieffen-planen, der specificerede, hvordan der kunne gennemføres en to-frontskrig mod Frankrig og Rusland med hensyntagen til, at England kunne deltage på modstandernes side. Efter 1911 blev oprustningen intensiveret, men den nødvendige troppestyrke til gennemførelsen af Schlieffen-planen blev dog ikke nået.
Hæren opnåede i kejsertiden en meget høj anseelse, og officerskorpset ansås i store dele af befolkningen som "første stand i staten". Hærens verdensbillede var præget af troskab mod monarkiet og forsvaret af kongens rettigheder, det var konservativt, antisocialistisk og grundlæggende antiparlamentaristisk præget. Det militære adfærds- og æreskodeks rakte langt ind i samfundet. Også for mange borgere blev status som reserveofficer nu et attråværdigt mål.
Militæret var uden tvivl vigtigt for den indre opbygning af nationen. Den fælles tjeneste forstærkede integrationen af den katolske befolkning i det protestantisk prægede rige. Selv arbejderne var ikke immune overfor militærets udstråling. I den forbindelse spillede værnepligtstiden på to år (ved kavaleriet tre år) en betydende rolle.
Heinrich Manns Undersåtten, Kaptajnen fra Köpenick og Saverne-affæren viser tydeligt militarismens betydning i det tyske samfund. Overalt i riget blev der grundlagt krigerforeninger som bærere af en militaristisk verdensanskuelse. Hvilken bred virkning, der var tale om, viser medlemstallet på 2,9 mio. i Kyffhäuserbund (1913). Denne forening havde flest medlemmer i riget. De statsstøttede foreninger skulle pleje det militære, nationale og monarkistiske sindelag og immunisere medlemmerne overfor socialdemokratismen.

### Befolkning, erhvervsliv og samfund
I kejserrigets tid skete der grundlæggende demografiske, erhvervsmæssige og sociale forandringer, der påvirkede kultur og politik i betydelig grad.
Et kendetegn ved kejserrigets historie var den enorme befolkningsvækst. I 1871 boede der 41 mio. indbyggere i riget, i 1890 var der 49 mio. og i 1910 var man nået op på næsten 65 mio. indbyggere. Ikke mindst gennem indenlandske vandringer, i starten fra omegnen og senere også over længere afstande, såsom de landlige østpreussiske områder, til Berlin og Vesttyskland voksede befolkningstallet i byerne og især i storbyerne. I 1871 boede 64 % af befolkningen stadig i sogne med under 2.000 indbyggere og kun 5 % i storbyer med over 100.000 indbyggere. I 1890 var lige mange indbyggere på landet og i byerne og i 1910 boede kun 40 % i sogne med under 2.000 indbyggere mens 21,3 % boede i storbyer. I denne sammenhæng skete der også en ændring i levevis. Således var livet i lejekasernerne i Berlin grundlæggende anderledes end i landsbyerne.
Denne forvandling kunne kun ske, fordi erhvervslivet som helhed var i stand til frembringe tilstrækkeligt mange arbejdspladser. En vigtig forudsætning var, at der skete et opsving inden for bankvæsenet og især udviklingen af storbanker. I denne periode indtraf Tysklands overgang fra et endnu stærkt landbrugspræget land til en moderne industristat. I begyndelsen var det i høj grad bygningen af jernbaner og sværindustri, men senere kom der nye vigtige industrier til i form af den kemiske industri og elektroindustrien.
I 1873 lå den primære sektors andel af produktionen på 37,9 % og industriens på 31,7 %. I 1889 var de to sektorer lige store, og i 1895 udgjorde produktionen i landbruget kun 32 %, mens fremstillingssektoren nåede op på 36 %. Dette skifte afspejledes også i udviklingen i beskæftigelsen. I 1871 var 8,5 mio. beskæftiget i landbruget, mens 5,3 mio. var beskæftiget med industri, transport og service. I 1880 var forholdet 9,6 mio. mod 7,5 mio. og i 1890 var tallene 9,6 mio. mod 10 mio. I 1910 var der 10,5 mio. i landbruget, mens industri, transport og servicevirksomhed beskæftigede 13 mio.
| Erhvervssektor                 | 1882 | 1895 | 1907 |
| ------------------------------ | ---- | ---- | ---- |
| Landbrug                       | 41,6 | 35,0 | 28,4 |
| Industri/håndværk              | 34,8 | 38,5 | 42,2 |
| Handel/Transport               | 9,4  | 11,0 | 12,9 |
| Huslige tjenester              | 5,0  | 4,3  | 3,3  |
| Offentl. tjeneste/liber. erhv. | 4,6  | 5,1  | 5,2  |
| Uden erhverv/pensionister      | 4,7  | 6,1  | 8,1  |

Socialhistorisk var kejserperioden frem for alt præget af væksten i arbejderbefolkningen. I den forbindelse udviklede de forskellige grupper af ufaglærte, tillærte og faglærte arbejdere en fælles identitet gennem deres fælles erfaringer på arbejdspladserne og i boligkvartererne
 Med fremkomsten af store fabrikker, statslige tjenesteydelser og væksten i handel og transport voksede også antallet af funktionærer og underordnede embedsmænd. Disse holdt sig socialt på afstand fra arbejderne, også selv om deres økonomiske situation ikke i væsentlig grad var anderledes end industriarbejdernes. Til de stagnerende dele af samfundet hørte den gamle middelstand i byerne. Frem for alt følte håndværkerne sig truet på deres levebrød af industrien. Virkeligheden var imidlertid mere differentieret. Der var på den ene side traditionelle håndværksfag, hvor der var for mange beskæftigede, på den anden side fik bygningshåndværkerne og levnedsmiddelfagene glæde af den voksende befolkning og byudviklingen. Hertil kom, at mange erhverv tilpassede sig udviklingen. Således holdt skomagerne op med at fremstille sko og reparerede dem kun. Alligevel var bekymringen om en social deroute et kendetegn for håndværket i kejserriget.
Det lykkedes i vidt omfang for borgerskabet at indføre sine kulturelle normer i samfundet, hvor det økonomiske borgerskab var økonomisk førende inden for storindustrien, og hvor det dannede borgerskab inden for uddannelsesområdet gjorde Tyskland til et centrum for videnskab og forskning. Samtidig forblev borgerskabets politiske indflydelse begrænset på grund af det politiske systems særheder og fremkomsten af arbejderklassen og den nye middelklasse.
Økonomisk var den jordbesiddende adel – især i områderne øst for Elben – truet af den stigende internationalisering af fødevaremarkederne. Adelens og landbrugets krav om statsstøtte blev et kendetegn for indenrigspolitikken i kejsertiden. Samtidig sørgede den preussiske forfatning for, at adelen beholdt mange privilegier i rigets største stat. Adelen beholdt også sin indflydelse i militæret, diplomatiet og statsforvaltningen.

### Trossamfund og nationale mindretal
I mindre grad end erhverv og samfund ændredes i denne periode de trosmæssige forskelle, men også de havde betydning for rigets historie. Det samme er tilfældet for den modsætning, der lå i at ville være en nationalstat samtidig med, at denne stat rummede betydelige nationale mindretal.

#### Trossamfund og kirker i kejserriget
Den generelle fordeling mellem religionerne ændrede sig ikke meget i forhold til tidligere. Der var fortsat rent katolske områder (Nedre og øvre Bayern, det nordlige Westfalen, Øvre Schlesien m.fl.) og næsten rent protestantiske (Slesvig-Holsten, Pommern, Sachsen, etc.). De trosmæssige fordomme og forbehold, især overfor blandede ægteskaber, var derfor fortsat betydelige. Efterhånden kom det gennem indenlandske vandringer til en trosmæssig sammenblanding. I de østlige dele af riget var der samtidig ofte nationale modsætninger, da man der ofte kunne sætte lighedstegn mellem protestantisk og tysk og mellem katolsk og polsk.
I områder med stor indvandring, såsom i Ruhrområdet og Westfalen og i nogle storbyer, kom det i nogle tilfælde til betydelige trosmæssige forskydninger (især i det katolske Westfalen, hvortil der kom protestanter fra de østlige provinser). Politisk havde den trosmæssige fordeling stor betydning. I de katolsk dominerede områder lykkedes det Centrumspartiet at få opbakning fra hovedparten af vælgerne. Således lykkedes det kun i ringe grad for Socialdemokraterne og deres fagforeninger at få fodfæste i de katolske dele af Ruhrområdet. Først med den tiltagende sekularisering i den sidste del af kejsertiden begyndte dette at ændre sig.
| Område           | Protestanter | Katolikker | Andre kristne | Jøder   | Andre  |
| ---------------- | ------------ | ---------- | ------------- | ------- | ------ |
| Tyske rige       | 28.331.152   | 16.232.651 | 78.031        | 561.612 | 30.615 |
| Preussen         | 17.633.279   | 9.206.283  | 52.225        | 363.790 | 23.534 |
| Bayern           | 1.477.952    | 3.748.253  | 5.017         | 53.526  | 30     |
| Sachsen          | 2.886.806    | 74.333     | 4.809         | 6.518   | 339    |
| Württemberg      | 1.364.580    | 590.290    | 2.817         | 13.331  | 100    |
| Baden            | 547.461      | 993.109    | 2.280         | 27.278  | 126    |
| Elsaß-Lothringen | 305.315      | 1.218.513  | 3.053         | 39.278  | 511    |

#### Jøder og antisemitisme
Udover de kristelige retninger var der en lille langsomt faldende jødisk befolkningsgruppe på knap en procent af befolkningen. Årsagen til den relative nedgang i den jødiske befolkningsandel skal ses i lavere fødselsrater og en stigende andel af blandede ægteskaber, hvor børnene oftest fik en kristelig opdragelse. Den jødiske befolkningsgruppe samlede sig i stadig større grad i de store byer. Omkring 1910 boede en tredjedel af alle tyske jøder i Berlin, hvor andelen af jøder udgjorde 5-10%. Tilsvarende andele af jødiske borgere fandt man i Frankfurt am Main, Breslau og Hamburg. På den anden side fandtes der også landlige områder med jødiske befolkningsandele over gennemsnittet. I øst var det i området ved Posen, Vestpreussen og Øvre Schlesien, og i vest var det i Hessen, Unterfranken, Rheinpfalz og Elsass-Lothringen. I de østlige provinser med blandet tysk-polsk befolkning talte jøderne i overvejende grad til den tyske befolkning. Blandt jøderne var tendensen mod assimilering i det borgerlige tyske samfund i lang tid stærkt udpræget. Zionismen, som forsøgte at etablere et nationalt hjem for jøderne i Palæstina, blev afvist af det overvejende flertal af tyske jøder. I 1893 blev Central-Verein deutscher Staatsbürger jüdischen Glaubens grundlagt, og foreningens navn afspejlede idegrundlaget. Centralforeningen stillede sig den opgave at bekæmpe antisemitismen, den afviste enhver forestilling om jøderne som ét folk eller en egen race, og anså i en vis forstand de tyske jøder som en tysk stamme. Samlet set var jøderne særdeles succesrige inden for erhvervsliv, kultur, videnskab og akademiske professioner. I følge statistikken fra 1910 udgjorde den jødiske befolkningsandel på 0,95 % (615.000 ud af 64.926.000). Heraf var 60.000 ikke tyske statsborgere (fortrinsvis flygtninge fra Polen og Rusland). 4,28 % af de tyske anklagere og dommere, 6,01 % af lægerne, 14,67 % af advokaterne og notarerne var jøder. Usædvanligt mange fremtrædende musikere og virtuoser var af jødisk afstamning. Særligt tydelig var det jødiske islæt i byer med høj jødisk befolkningsandel, først og fremmest Berlin. Derved ydede jøderne et bidrag til tysk og europæisk kulturliv, som lå langt ud over deres andel af befolkningen.
Samtidigt kunne antisemitismen i kejserriget få fodfæste samfundsmæssigt og politisk. Jøder var i praksis udelukket fra bestemte erhverv. Således var det så godt som umuligt for jøder at blive officerer (hvilket var en alvorlig indskrænkning, da officersstanden hørte til de mest ansete professioner i kejserriget). Eksempelvis udtalte den preussiske krigsminister Karl von Einem i 1907, at: "En indtrængen af jødiske elementer i det aktive officerskorps ikke blot måtte anses for skadeligt, men for direkte fordærveligt“. Andelen af jødiske universitetsprofessorer lå tydeligt under andelen af jødiske privatdocenter (hvilket i det mindste delvis var udtryk for en antisemitisk fordom ved besættelsen af professorater). Det var meget svært eller umuligt for jøder at opnå en højere stilling i staten. I kejserriget fandtes der ikke en jødisk minister eller departementschef (i modsætning til f.eks. Storbritannien, hvor en konvertit – Benjamin Disraeli – endog var blevet premierminister). I de opblomstrende søbade ved Nord- og Østersøen spredte sig en "bad-antisemitisme". Antisemitiske fordomme og karikerede billeder af jøder fandtes i næsten alle befolkningsgrupper. Som reaktion mod antisemitismen grundlagde liberale akademikere og politikere (bl.a. Theodor Mommsen, Rudolf Virchow og Johann Gustav Droysen) i 1890 Verein zur Abwehr des Antisemitismus. Politisk lykkedes det ikke for antisemitterne at etablere et fælles parti. De antisemitiske partiers stemmeandel lå ved alle valg før 1. verdenskrig på under 5 %.

#### Nationale mindretal
Det tyske rige så sig selv om en nationalstat. Trods det var der i 1880 udover de dengang 42 mio. tyskere omkring 3,25 mio. som ikke havde tysk som modersmål, herunder 2,5 mio. polakker og tjekker, 140.000 sorbere, 200.000 kasjubere, 150.000 litauere, 140.000 danskere og 280.000 franskmænd og valloner. De boede i overvejende grad i nærheden af rigets grænser. Ikke kun regeringen, men også de nationalt sindede borgere gik ind for en politik om kulturel germanisering. I den forbindelse spillede skolen en central rolle ved at udskifte modersmålsundervisningen med undervisning på tysk. I sammenhæng med kulturkampen, men netop også med nationaliseringspolitikken blev de polske præster udskiftet med sekulære fortrinsvis tyske lærere. Mens den preussiske stat før grundlæggelsen af det tyske rige havde været særdeles tolerant overfor sine nationale mindretal og udtrykkeligt havde understøttet modersmålsundervisning, så ændredes denne tolerance især i de dansksprogede områder i nord og i de polsksprogede områder i øst i stigende grad til en politik i retning af kulturel germanisering. En vis undtagelse udgjorde de overvejende fransksprogede områder i Elsass-Lothringen, hvor også fransk var tilladt som skolesprog. Vigtig var indførelsen af tysk som forvaltnings- og retssprog. I tilfældet med den polske befolkning kom der senere også tiltag, som skulle begrænse de polske storgodser til fordel for tyske bosættere. Ligeledes havde den preussiske bosættelseskommission med lidet held forsøgt at erhverve polsk land til tyske bosættere og forsøgt opkøb i Sønderjylland.
Alligevel havde denne politik kun begrænset succes eller virkede ligefrem, som en kritiker bemærkede, mod hensigten, da den bragte sønderjyderne og polakkerne, som tidligere kunne leve ganske godt i den tolerante preussiske stat, i et modsætningsforhold til den nye øvrighed. Trods finansielle anstrengelser og tydeligt nationalistiske taler ("Wir gehen hier keinen Schritt zurück!") kom det nærmest til en forøgelse af den polsksprogede befolkningsandel og et fald i den tyske i eksempelvis provinsen Posen. Mindretallene forsøgte at bevare deres egen identitet. Alle nationaliteter var f.eks. relativt stabilt repræsenteret i rigsdagen. Selv de polakker, som var udvandret til Ruhrområdet, holdt fast i deres oprindelse, og der opstod stærke polske fagforeninger.
| Modersmål                         | Antal      | Andel |
| --------------------------------- | ---------- | ----- |
| Tysk                              | 51.883.131 | 92,05 |
| Tysk og et fremmedsprog           | 252.918    | 0,45  |
| Polsk                             | 3.086.489  | 5,48  |
| Fransk                            | 211.679    | 0,38  |
| Masurisk                          | 142.049    | 0,25  |
| Dansk                             | 141.061    | 0,25  |
| Litauisk                          | 106.305    | 0,19  |
| Kasjubisk                         | 100.213    | 0,18  |
| Sorbisk                           | 93.032     | 0,16  |
| Hollandsk                         | 80.361     | 0,14  |
| Italiensk                         | 65.930     | 0,12  |
| Mährisk                           | 64.382     | 0,11  |
| Tjekkisk                          | 43.016     | 0,08  |
| Frisisk                           | 20.677     | 0,04  |
| Engelsk                           | 20.217     | 0,04  |
| Russisk                           | 9.617      | 0,02  |
| Svensk                            | 8.998      | 0,02  |
| Ungarsk                           | 8.158      | 0,01  |
| Spansk                            | 2.059      | 0,00  |
| Portugisisk                       | 479        | 0,00  |
| Andre fremmedsprog                | 14.535     | 0,03  |
| Indbyggertal den 1. december 1900 | 56.367.187 | 100   |

- Dansk
- Hollandsk
- Frisisk
- Polsk
- Tjekkisk (og mährisk)
- Masurisk
- Kasjubisk
- Sorbisk
- Fransk
- Vallonsk
- Italiensk
- Litauisk
- Ikke-tyske sprog

### Forandring og udvikling af den politiske kultur
Kejserrigets betydning for den politiske kultur i Tyskland vedvarede ud over monarkiets ophør. Industrialisering, urbanisering og de forbedrede kommunikationsmuligheder (f.eks. udbredelsen af aviser til de lavere sociale lag) og andre faktorer forandrede også den politiske kultur. Mens politik tidligere fortrinsvis havde været en sag for eliten og honoratiores, opstod der nu et politisk miljø, hvori næsten alle sociale grupper havde andel. Hertil bidrog indførelsen af den almene og lige valgret for mænd over 25 år. Et tegn på forandringen var valgdeltagelsen. I 1871 deltog kun 51 % af de stemmeberettigede i valget, mens det i 1912 var 84,9 %.

#### De politiske lejres fremkomst
De forskellige politiske lejre opstod i rigets første år. Karl Rohe skelner i denne forbindelse mellem en socialistisk, en katolsk og en national lejr. Andre forfattere opdeler den sidste lejr i en national og en liberal side. Uanset partidelinger, sammenlægninger og lignende prægede disse lejre det politiske liv til ind i Weimarrepublikken. Alle disse grundlæggende politiske orienteringer havde allerede eksisteret før grundlæggelsen af kejserriget. Imidlertid opstod der med det Tyske centrumsparti for første gang et stærkt katolsk parti, som nåede ud til næsten alle sociale lag fra den katolske landbefolkning til arbejdere, borgerskab og adel. Partiorganisationen forblev dog svag, og Centrum udviklede sig ikke til et masseparti. Et andet kendetegn var det voksende socialdemokrati, hvis andel af stemmerne fra 1874 til 1912 voksede til det ottedobbelte. Fra en stemmeandel på 9,4% i 1874 nåede det op på 28,9 % i 1912.
Væksten i socialdemokratiet blev ikke modsvaret af et signifikant fald blandt borgerlige og katolske partier. Selv om Centrum ikke helt kunne holde sin tilslutning fra kulturkampens tid, lykkedes det partiet at hævde sig trods et stigende antal vælgere. Trods alle forskydninger lykkedes det også fortsat den borgerlige lejr at få opbakning fra omkring en tredjedel af vælgerne. Efter at de nationalliberale og frie konservative havde haft en overproportional stilling i starten af kejsertiden skete der store forandringer inden for dette område. I slutningen af kejsertiden lå venstreliberale, konservative og nationalliberale lige med hver godt 10 % af stemmerne.
Ikke mindst på grund af kulturkampen og de senere socialistlove udviklede den katolske befolkning og tilhængerne af socialdemokratiet et særligt stærkt indre sammenhold. Begunstiget af andre faktorer opstod der et katolsk og socialdemokratisk miljø. Inden for disse miljøer udvikledes der organisationer og foreninger, som opfyldte disse gruppers behov fra vugge til grav. I det katolske miljø var udviklingen differentieret. Frem for alt i de landbrugsprægede dele af det katolske Tyskland bandt præsten, kirken og de traditionelle sogneforeninger folk sammen i miljøet. I industriområderne og byerne derimod udvikledes der Volksverein für das katholische Deutschland og kristelige fagforeninger, som kom til at rumme millioner af medlemmer.
I det socialdemokratiske miljø udviklede SPD sig efter afskaffelsen af socialistlovene til en masseorganisation. Endnu større blev medlemsskaren i fagforeningerne. Yderligere opstod der – til dels på ældre grundlag – et vidt forgrenet net af arbejderforeninger såsom sangforeninger, sportsforeninger og brugsforeninger.
Selvforståelse og levevis blandt katolikker, socialdemokrater og det protestantiske, borgerlige samfund var tydeligt forskellig. Et skifte fra den ene til den anden var knap muligt. Sammenholdet blev fastholdt gennem socialisering også efter afslutningen af kulturkamp og socialistlove.

#### Masseorganisationer
Ikke kun inden for det politiske område, men også på næsten alle andre områder skete der en mobilisering af masserne til varetagelse af interesser og opnåelse af samfundsmæssige mål.
På højre side af det politiske spektrum mobiliserede en overdreven nationalistisk og kolonialistisk bevægelse tilhængere fra forskellige sociale grupper. Den tyske flådeforening (Deutscher Flottenverein) havde 1,2 mio. medlemmer. Til tider lykkedes det også for antisemitismen at vinde betydeligt gehør. Hertil hørte det kristeligt-sociale parti omkring prædikanten Adolf Stoecker. Nogle økonomiske interesseorganisationer tog disse populistiske krav op for at styrke deres egen stilling. Særlig udpræget var antisemitismen i Deutschnationalen Handlungsgehilfenverband. Tæt forbundne var nationalisme og antisemitisme i Alldeutscher Verband.
Med særlig stor succes organiserede Bund der Landwirte (BdL) landmænd i hele riget med nationale og antisemitiske undertoner, selv om ledelsen af organisationen til stadighed var i hænderne på landmænd øst for Elben. Den støttede sig til en veludbygget organisation med millioner af medlemmer. Mange medlemmer af rigsdagen og de forskellige landtage kunne takke organisationens støtte for deres mandat. Disse var derfor også politisk forpligtede overfor landmændene. Knap så succesrige i denne forstand var industriforeningerne, såsom Centralverband deutscher Industrieller (CdI); men det lykkedes også dem gennem et vellykket lobby-arbejde i baggrunden at få indflydelse, f.eks. i spørgsmålet om beskyttelsestold. De store industriforeninger CdI og Bund der Industriellen var i forbund med arbejdsgiverforeningerne, som fremkom i 1890'erne og primært udtalte sig imod arbejdernes krav om medindflydelse. Udover de store interesseorganisationer fandtes der mange andre erhvervsrettede organisationer. Alene inden for industri, håndværk, handel og erhverv fandtes der i 1907 500 forbund med ca. 2000 tilknyttede organisationer.
Et aspekt af sammenkædningen mellem politik og interessevaretagelse i arbejderbefolkningen bestod i fremkomsten af ideologisk baserede fagforeninger, venstre-liberale, katolske og socialdemokratiske. I den sammenhæng opnåede de såkaldte frie fagforeninger, der var knyttet til SPD, de største medlemstal efter at socialistlovene var blevet afskaffet. I vigtige industriområder, såsom i Ruhrområdet, var de kristelige fagforeninger til dels lige så stærke, eller endog stærkere. Hertil kom der i dette område efter århundredskiftet også fagforeninger for polsktalende minearbejdere, således at de ikke-socialistiske fagforeninger i dette industrielle kerneområde af riget var særdeles betydningsfulde. Særligt vanskeligt havde de venstre-liberale det med denne nye form for politik. Ganske vist havde der siden 1860'erne eksisteret liberalt sindede fagforeninger, men deres medlemstal forblev forholdsvis begrænset.

#### Nationalismens forvandling
Ganske vist fandtes der stadig enkeltstatslige og dynastisk prægede identiteter, men i tidens løb ændredes dette til en identifikation med nationen som helhed, hvilket kom til at præge samfundet. I løbet af kejsertiden havde tanken om nationalstaten tydeligt ændret sig. Den gamle nationalisme var indtil 1848-1849 en oppositionspolitik, som gik ind for forandring. Den var udsprunget af idealerne fra den franske revolution og var rettet imod den konservative restauration efter Napoleonskrigene. Senest med rigets grundlæggelse begyndte tyngdepunktet i nationalismen at ændre sig. De hidtidige modstandere på højrefløjen overtog de nationale ideer og mål. Nationalismen blev således udsat for en konservativ påvirkning. På længere sigt mistede det demokratiske element i nationalismen hermed en del af sin vægt.
Vigtigere end "frihed" blev "enhed". Dette førte bl.a. til et skifte imod de nationale og kulturelle mindretal i riget, især mod polakkerne og – i forbindelse med den stigende racistisk begrundede antisemitisme fra slutningen af 1870'erne – mod jøderne. I denne sammenhæng skal også ses de nationale lidenskaber i kampen mod den ultramontane katolicisme, dvs. en katolsk kirke som i høj grad er styret fra Vatikanet. I den senere del af kejserrigets historie vendte den nationalistiske bevægelse sig ikke mindst mod Socialdemokratiet, hvis internationale og revolutionære ideologi forekom den politiske elite og dens tilhængere at være et bevis på partiets fjendskab overfor riget. På den baggrund blev socialister og socialdemokrater allerede fra Bismarcks tid beskyldt for at være fædrelandsløse personer.
Nationalismen i kejserriget spredte sig efter kejserrigets grundlæggelse i en hidtil ukendt grad, og sammen med militarismen greb den også småborgerne og bønderne. Nationalismen blev først og fremmest båret frem af gymnastik-, skytte-, sang- og krigerforeningerne, men også skolen, universiteterne, den protestantiske kirke og militæret bidrog hertil. "Kejser og rige" blev et fast begreb. Derimod havde rigets grundlov ikke formået at udvikle en selvstændig symbolværdi. Af de nye institutioner var det kun rigskansleren og Reichstag, som i denne forstand fik en vis betydning. Rigsdagen og den almindelige valgret ved valgene blev til et synligt bevis på national enhed. Med fejringen af kejserens fødselsdag, årsdagen for slaget ved Sedan og andre anledninger fik det nationale sin plads i årskalenderen, ikke mindst i de landlige og borgerlige befolkningsgrupper. Nationalismen blev også synlig i form af de talrige nationale mindesmærker, såsom Niederwalddenkmal, Hermannsdenkmal og senere Kaiser-Wilhelm-Denkmal ved Deutsches Eck og Porta Westfalica, de talrige Bismarcktårne og de lokale krigsmindesmærker.
På længere sigt kunne "rigsfjenderne" heller ikke undgå tiltrækningskraften fra det nationale. På de katolske årsmøder blev der efter 1887 ikke kun udbragt et leve for paven, men også for kejseren. Især efter krigsudbruddet i 1914 viste det sig, at også arbejderne var påvirket af nationalismen.
Frem for alt under Wilhelm 2.s regeringstid fandtes der udover den halvofficielle nationalisme en stadigt stigende radikal folkelig nationalisme, som f.eks. kom til udtryk i Alldeutscher Verband. Den agiterede ikke kun for etablering af et stort kolonirige, men også for etablering af et af Tyskland regeret Mellemeuropa.

## Bismarcks tidsalder
De første årtier af det nye kejserriges levetid var i høj grad indenrigs- og udenrigspolitisk præget af Bismarck. Tiden mellem 1871 og 1889 kan opdeles i to klart afgrænsede perioder. I den første, fra 1871 til 1878/1879 samarbejdede Bismarck fortrinsvis med de liberale, mens det herefter var de konservative og Centrum, som dominerede.

### Den liberale periode
I betragtning af den bittert udkæmpede forfatningskonflikt i 1860'ernes Preussen er det ved første øjekast overraskende, at Otto von Bismarck allerede i tiden med det Nordtyske forbund og i kejserrigets første år arbejdede tæt sammen med de liberale. En vigtig årsag hertil var flertalsforholdene i Reichstag, hvor de liberale havde stort flertal. Alene de nationalliberale fik ved valget i 1871 125 ud af 382 pladser. Medregner man medlemmerne fra det liberale Reichspartei og det tyske fremskridtsparti havde de liberale absolut flertal, der som regel yderligere blev styrket af de Frikonservative. Efter valget i 1874 havde de liberale flertal alene med 204 af 397 mandater. Rigskansleren kunne dårligt regere imod et sådant flertal, og da de konservative afviste hans politik, og da Centrum senest ved starten af kulturkampen faldt bort som mulig modvægt, var han henvist til at søge samarbejde med de liberale. Politikken blev i kejserrigets første år lettet af det økonomiske boom, som gjorde det acceptabelt at gennemføre liberale reformer.

#### Indenrigs- og retspolitiske reformer
Bismarcks egentlige partnere var i denne periode de nationalliberale under Rudolf von Bennigsen. De nationalliberale var ganske vist indstillet på at indgå kompromiser på mange områder, men det lykkedes dem dog også at få gennemført vigtige liberale reformer. Reformerne blev hjulpet på vej af liberale embedsmænd, såsom chefen for rigskanslerens kontor Rudolf von Delbrück og preussiske ministre, såsom finansminister Otto von Camphausen og kulturminister Adalbert Falk. Kernen i reformerne var den erhvervsmæssige liberalisering. Således blev næringsfriheden gennemført i alle tyske stater, i det omfang den ikke allerede var indført. Med hensyn til frihandel ophørte beskyttelsestolden på jernprodukter. Der blev indført ensartet lovgivning om mærke- og patentbeskyttelse. Reglerne om etablering af aktieselskaber blev også lettet. Desuden blev der indført fælles systemer for mål, vægt og valuta. I 1875 blev nationalbanken, Reichsbank, grundlagt. Et andet kerneområde var udbygningen af retsstaten, hvis grundlag til dels stadig eksisterer. I den forbindelse kan nævnes straffeloven (Reichsstrafgesetzbuch) fra 1871, som stadig findes, selv om den på mange områder er fornyet siden da. Den var, med mindre ændringer, en videreførelse af straffeloven fra det Nordtyske forbund.
Milesten i reformarbejdet var rigsjustitslovene fra 1877, dvs. Gerichtsverfassungsgesetz, Strafprozessordnung, Zivilprozessordnung, som ligeledes med senere ændringer fortsat er i kraft, samt konkurslovgivningen. Med vedtagelsen af Gerichtsverfassungsgesetz indførtes i 1878 Reichsgericht som øverste domstol i Tyskland i civil- og straffesager. En fælles øverste domstol, som også erstattede Reichsoberhandelsgericht bidrog stærkt til en standardisering af retsforholdene i riget. Desuden lykkedes det for liberale flertal at udvide rigsdagens kompetenceområde inden for det civilretslige område. Mens parlamentet i det Nordtyske forbund kun havde haft kompetence i civilretslige spørgsmål med erhvervsmæssig baggrund, blev kompetenceområdet på initiativ af de nationalliberale medlemmer af Reichstag Johannes von Miquel og Eduard Lasker udvidet i 1873 til at omfatte hele civil- og procesretten. Senere kom den i 1896 vedtagne Bürgerliches Gesetzbuch, som trådte i kraft den 1. januar 1900.
De liberale måtte indgå vidtgående kompromiser vedrørende retsplejen og presselovgivningen, som en del af de venstreliberale ikke kunne gå med til. Et flertal blev i 1876 kun fundet sammen de konservative. Da også det preussiske parlament Preußisches Abgeordnetenhaus havde liberalt flertal, blev der ligeledes her gennemført politiske reformer. Blandt disse var den preussiske kredsreform fra 1872, som ikke mindst fjernede de sidste af stændernes privilegier. Da der var udsigt til at loven ville falde i preußischen Herrenhauses, kunne det imidlertid kun afværges ved at udpege nye medlemmer, som var positive overfor ændringen.

#### Kulturkampen
Samarbejdet mellem de liberale og Bismarck fungerede ikke kun inden for reformpolitikken, men også i den såkaldte kulturkamp (Kulturkampf) mod katolikker og centrumspartiet. Den havde rødder i modsætningsforholdet mellem den sekulariserede stat, som gjorde krav på at kunne fastlægge regler på stadigt flere områder og en kirke, som på baggrund af ultramontanismen forsøgte at imødegå det moderne i alle dens afskygninger. Frem for alt den pavelige rundskrivelse (Encyklika) med titlen Quanta Cura fra 1864 med dens Syllabus errorum var en klar afvisning af det moderne. Den katolske kirke så liberalismen som en efterfølger til oplysningstiden, og som bærer af moderniseringen som en modpol til kirkens synspunkter. For de liberale var paveembedet, med dets afvisning af enhver forandring, et levn fra middelalderen. Bismarck havde forskellige grunde til at gå ind i kulturkampen. Ikke mindst mistænkte han de katolske præster for at støtte den polske bevægelse i de østlige provinser i Preussen. Han ønskede heller ikke, at statens autoritet og nationens enhed blev indskrænket af andre magter. Indenrigspolitisk handlede det for ham om at gennemføre yderligere reformer. Striden mellem den moderne stat og den ultramontane kirke var et fænomen, som optrådte i hele Europa. Også i tyske stater som Bayern og Baden var det allerede i 1860'erne kommet til en kulturkamp. De fleste katolske biskopper i Tyskland gik ikke offensivt ind i kritikken af den moderne stat, og fra 1866 fandtes der ikke længere en katolsk fraktion i det preussiske parlament. I stedet havde biskoppen i Mainz Wilhelm Emmanuel von Ketteler i 1866 udtalt sig til fordel for etablering af et tysk rige uden Østrig.
I kejserrigets første tid fra 1871 gjaldt det for regeringen og de liberale om at styrke statens indflydelse. Straffeloven blev udvidet med den såkaldte "prædikestolsparagraf", som skulle indskrænke de gejstliges politiske aktiviteter. Jesuitterne, der blev anset for de ultramontanes spydspids, blev forbudt. Hertil kom, at det statslige skoletilsyn blev indført i Preussen. I den anden fase fra ca. 1873 greb staten mere direkte ind i kirkens interne forhold, bl.a. i præsteuddannelsen, og besættelsen af kirkelige embeder blev underlagt statslig kontrol. I 1874 fulgte yderligere love, hvor der f.eks. indførtes borgerlig vielse. Et rent undertrykkelsesinstrument var udvandringsloven, som indskrænkede ikke-tyske gejstliges ophold og åbnede mulighed for at udvise dem. En såkaldt brødkurvslov stoppede alle statslige tilskud til kirken. I maj blev alle klosterfællesskaber opløst, med mindre de udelukkende koncentrerede sig om pleje af syge.
En følge af kulturkampslovene var, at mange præsteembeder i midten af 1870'erne kom til at stå ubesatte, at der ikke blev foretaget kirkelige handlinger, og at biskopper blev fængslet, afsat eller udvist. Tiltagene fra regeringen og de liberale førte til en reaktion fra den katolske del af Tyskland og til en bred politisk mobilisering, hvor det allerede eksisterende centrumparti tiltrak en stor del af de katolske vælgere.

#### Grænser for samarbejdet
Der var imidlertid også områder, hvor Bismarck og de liberale ikke var enige. Således mislykkedes forsøget fra de liberale og fremskridtspartiet på at standardisere de forskellige stadsforordninger bl.a. pga. modstand fra rigskansleren. I første omgang blev en finansreform også stoppet på indvendinger fra ham. Et vedvarende problem udgjorde bevillingerne til militæret. I begyndelsen blev konflikten udskudt, men senest fra 1874 dukkede den op igen. Mens regeringen og ikke mindst krigsminister Albrecht von Roon forlangte faste bevillinger, holdt de liberale fast i årlige bevillinger. Havde de liberale givet efter, ville de have måttet opgive at have indflydelse på omkring 80% af statsudgifterne. Striden endte med et kompromis – en bevilling med en løbetid på syv år. Trods alt blev militærets styrke fortsat reguleret ved lov, men dog over en forholdsvis lang periode. Også på andre områder var der uenighed: de liberale kunne ikke komme igennem med at indføre nævningedomstole ved overtrædelser af presselovgivningen, embedsmandslovgivningen eller den militære strafferet.
I den første halvdel af 1870'erne lykkedes det de liberale at sætte deres fingeraftryk på en række områder, men det havde kun været muligt gennem kompromiser med Bismarck. Ikke sjældent havde det været vigtigere at holde fast i magten end at få gennemført liberale principper. Også internt var der kritik, fx af undtagelseslovene under kulturkampen. Især lykkedes det ikke at styrke parlamentets rettigheder. Det førte til spændinger inden for den liberale lejr og skuffelse blandt nogle vælgergrupper. Hertil kom, at der med fremkomsten af centrumpartiet var opstået en ny politisk retning, så de liberale ikke længere kunne hævde at repræsentere hele folket. Det lykkedes Bismarck at styrke statsmagten i begyndelsen af 1870'erne, men alliancen med de liberale betød også, at regeringen måtte give indrømmelser og give den erhvervsmæssige og samfundsmæssige modernisering et skub fremad.

### Grundlæggerperiode og grundlæggerkrak
Allerede kort efter rigets grundlæggelse indtraf der et økonomisk opsving, og den såkaldte
grundlæggerperiode (Gründerzeit), højkonjunktur, begyndte. Den blev fulgt af en økonomisk nedtur.
Der var flere vigtige årsager til det økonomiske opsving. Handelen inden for rigets grænser blev meget lettere. For første gang i Tysklands historie blev der skabt et fælles hjemmemarked. Den generende told ved indre tyske grænser faldt bort. Fra slutningen af 1872 indførtes metersystemet overalt i Tyskland. Sejren i krigen mod Frankrig og grundlæggelsen af det tyske rige førte til en enorm vækst i investeringerne og et boom i byggeriet. De store krigsskadeserstatninger, som Frankrig betalte, finansierede en stor del af investeringerne.
Allerede i 1872 overhalede Tyskland det af krigen svækkede Frankrig som industrimagt.
I 1873 fulgte en international økonomisk krise, som i Tyskland kaldes "Gründerkrise". Det økonomiske sammenbrud begyndte som panik på børsen i Berlin i oktober 1873. Den var imidlertid ikke en følge af overdrevne spekulationsforretninger, men en dybtgående økonomisk krise, som blev udløst af faldende efterspørgsel og en overkapacitet, som var opbygget i de foregående år. De forskellige brancher blev ramt på forskellige tidspunkter og med forskellig kraft. Særlig hårdt ramt blev bjergværksindustrien, maskinindustrien og byggeriet, mens de erhverv, som fremstillede forbrugsgoder, blev ramt knap så hårdt. Krisen varede i seks år til 1879. I denne periode faldt industriproduktionen lidt i begyndelsen og stod derefter i stampe. Varepriserne faldt betydeligt, lønninger og profitter faldt betragteligt. Også landbruget kom midt i 1870'erne i krise. Her var der frem for alt tale om strukturelle årsager og fremkomsten af et verdensmarked. I direkte konkurrence med landbrugsprodukter fra Rusland og USA blev tyske produkter snart for dyre – selv på hjemmemarkedet.
En vigtig konsekvens på langt sigt var opbygningen af erhvervsmæssige interesseorganisationer. Der opstod Verein Süddeutscher Baumwollindustrieller, Verein Deutscher Eisen- und Stahlindustrieller og Verein zur Wahrung der gemeinsamen wirtschaftlichen Interessen in Rheinland und Westfalen og lignende organisationer. De krævede, at staten skulle indføre beskyttelsestold og grundlagde i fællesskab Centralverband deutscher Industrieller i 1876.
Også inden for landbruget begyndte der at dannes foreninger med det formål at få indført beskyttelsestold, selv om frihandelstilhængerne indtil videre dominerede øst for Elben. Men skiftet i retning af beskyttelsestold betød, at landbrug og industri rykkede tættere på hinanden.
Krisen fik også betydelige virkninger på det politiske område. Fremskridtsoptimismen fra de forgangne tiår måtte vige for en pessimistisk grundindstilling. Tankegodset fra liberalismen („laissez faire, laissez passer“) fik ansvaret for den økonomiske nedgang. De liberale tilhængere af frihandel mistede terræn, mens de konservative og det katolske centrum vandt frem. I denne situation vandt den moderne antisemitisme frem, hvor det hævdedes, at den internationale jødedom stod bag liberalisme og børskapitalen. Den kom f.eks. til udtryk i den Berlinske antisemitismestrid og i etableringen af det Kristeligt-sociale parti under hofprædikant Adolf Stoecker. Den antisemitiske bevægelse forblev et mindretal, men formåede dog at indsamle 255.000 underskrifter til en "Antisemitenpetition" i 1881.
Regeringen kom under pres for at gribe regulerende ind i økonomien i stedet for som hidtil at stole på markedskræfterne. Staten selv mærkede krisen i form af faldende skatteindtægter, så underskuddet på statsfinanserne voksede. Behovet for en omfattende finansreform blev stadig større. Den kunne imidlertid ikke gennemføres uden om de liberale. De ville på deres side benytte finansvanskelighederne til at gennemføre nogle af deres forfatningspolitiske mål.

### Politik efter skiftet i 1878/1879
Det stadig mindre bæredygtige samarbejde med de liberale og de økonomiske, sociale og finanspolitiske problemer i forbindelse med den økonomiske krise var årsagen til, at rigskansler Bismarck gennemførte en grundlæggende ændring af sin politik. Den var kendetegnet ved gennemførelse af socialistloven og indførelse af beskyttelsestold. De nationalliberale var ikke tilhængere af disse tiltag. De stemte ganske vist for nogle af dem, men alligevel stod de indtil videre grundlæggende i opposition til "System Bismarck."
Modstanden mod Bismarcks politik førte til en dyb krise inden for det nationalliberale parti.
Først brød højrefløjen ud i 1879. Et år senere dannedes Liberale Vereinigung af partiets venstrefløj, og den forsøgte klart at kæmpe mod det konservative skifte. Den politiske forandring fra 1878 som en alliance mellem storlandbruget og sværindustrien blev inden for forskningen kaldt den indre rigsgrundlæggelse.

#### Socialistloven
Bismarck udnyttede to attentater mod kejser Wilhelm 1. i maj og juni 1878 til at indlede en offensiv anti-socialdemokratisk politik. Efter at August Bebel og Wilhelm Liebknecht åbent havde udtalt deres støtte til Pariserkommunen, blev socialdemokraterne anset for at være rigets fjender. På det punkt var regeringen i overensstemmelse med store dele af borgerskabet. Alligevel syntes socialdemokraterne at være i fremgang: Ved valget i 1877 nåede de 9,1 % af stemmerne. Hertil kom, at spaltningen i ADAV og SDAP var ovre siden 1875. Der havde faktisk aldrig eksisteret en egentlig revolutionær fare. Bismarck ville med socialistloven sikre sig vidtgående undtagelsesbeføjelser, men dette blev dog i første omgang afvist af flertallet i Reichstag.
Attentatet på kejseren i juni gav Bismarck mulighed for at opløse Reichstag og udskrive nyvalg. I valgkampen gjorde regeringen alt for at nære borgerskabets og middelstandens frygt for revolution. I den konservative presse blev der slået på antisocialistiske, antiliberalistiske og antisemitiske strenge. De liberale var i en vanskelig situation, idet erhvervsorganisationerne for første gang talte for en beskyttelsestold og imod den liberale frihandel. Valget i juli førte til betydelige tab for de nationalliberale og fremskridtspartiet, mens det frikonservative parti og det tyskkonservative parti fik fremgang. Vigtigst var det, at de nationalliberale mistede deres parlamentariske nøgleposition til centrumspartiet. Men regeringen havde stadig brug for de nationalliberale til vedtagelsen af socialistloven, da centrumspartiet på grund af kulturkampen ikke ville være med. I det nationalliberale parti var loven omstridt. Flertallet i partiet omkring Bennigsen var på grund af valgnederlaget indstillet på at støtte loven. En mindre venstrefløj omkring Lasker ville i første omgang holde fast i afvisningen af loven og betragte den som et angreb på retsstaten. Det endte med, at venstrefløjen stemte for loven af hensyn til sammenholdet i partiet og efter at have opnået en lempelse af loven, herunde at den kun skulle have en løbetid på to år. Den 18. oktober 1878 vedtog Reichstag loven med 221 stemmer mod 149 (Centrum, Fremskridtspartiet og Socialdemokraterne).
Socialistloven var baseret på en udokumenteret påstand om, at attentatmændene mod kejseren var socialdemokrater. Den gjorde det muligt at forbyde foreninger, forsamlinger, tryksager og indsamlinger. Overtrædelser kunne straffes med bøde eller fængsel. Der kunne indføres opholdsforbud og undtagelsestilstand i bestemte områder.
Loven var af begrænset varighed og skulle jævnligt bekræftes af parlamentet. Hertil kom at socialdemokraterne fortsat sad i Reichstag og kunne deltage i valg. På langt sigt opfyldte loven ikke sit mål. Socialdemokratiet blev ved med at være en politisk faktor. Imidlertid bidrog loven til at partiets tilhængere sig ind i en politisk ghetto, som blev befæstet udadtil. Som reaktion på forfølgelsen slog partiet senest fra 1890 ind på en konsekvent marxistisk kurs.

#### Overgang til beskyttelsestold
Allerede i 1875 havde Bismarck meddelt, at han i stedet for frihandel ville indføre beskyttelsestold. I den forbindelse drejede det sig mindre om ideologiske overvejelser end om finanspolitiske. Hidtil havde riget været afhængig af indbetalinger fra de enkelte lande, men regeringen håbede på at reducere denne afhængighed ved hjælp af toldindtægterne. Bismarck ventede at få støtte til toldloven fra det landbrugsprægede centrumsparti og de konservative, men også fra de nationalliberales højrefløj, som var præget af industrien.
Efter vedtagelsen af socialistloven begyndte Bismarck fra 1878 at gennemføre ændringen i told- og finanspolitikken. Da de ansvarlige liberale fagministre von Camphausen og Achenbach ikke kunne støtte denne politik, trådte de tilbage, som allerede Delbrück havde gjort. Imidlertid blev Bismarcks planer i første omgang fuldstændig afvist af rigets øverste embedsmænd og staternes finansministre. De erhvervsmæssige interesseorganisationer – først og fremmest Centralverband deutscher Industrieller – spillede en vigtig rolle i at opbløde denne holdning. Det lykkedes dem at få indflydelse på et memorandum, som gik ind for en protektionistisk politik. Interesseorganisationerne søgte med held at få medlemmerne af rigsdagen til at støtte den nye politik, og tværs gennem alle borgerlige partier sluttede 204 op om kravet: medlemmer fra de konservative, næsten alle medlemmer af centrum og et mindretal på 27 fra de nationalliberale. Omsætningen af programmet viste sig svært, da de nationalliberale gjorde deres støtte afhængig af betydelige forfatningsmæssige indrømmelser. Det samme gjorde Centrumspartiet. Deres pris, de såkaldte "Franckensteinsche Klausel" – gik ud på at toldindtægterne ikke i ubegrænset omfang skulle tilflyde riget, men fra et vist niveau skulle tilflyde landene. Bismarck måtte vælge mellem Centrum og de nationalliberale, men måtte i begge tilfælde give afkald på betydelige dele af sit program til "Beskyttelse af det nationale arbejde". Han valgte af forskellige årsager Centrum. Den vigtigste årsag var formentlig, at Centrums krav ikke indebar en yderligere udvidelse af parlamentets kompetencer. Bismarcks tale i rigsdagen i juli 1879 beseglede afslutningen på den liberale æra. I talen afviste rigskansleren tanken om at nå til en borgerligt-liberalt parlamentarisk styret nation til fordel for et ganske vist konstitutionelt baseret, men klart øvrigheds-monarkisk styret system.

#### Indførelsen af socialforsikringen
Med den industrielle revolution flyttedes tyngden på det sociale område fra den forarmede underklasse på landet til arbejderne i byen. På kommunalt niveau havde der været forskellige tiltag i retning af forsorg for fattige. I kejsertiden indførtes en ny form for statslig socialpolitik, som samtidig var en vigtig del af fremkomsten af den moderne stat, som i stigende grad griber ind i borgernes liv. Inden for borgerskabet var der af frygt for en revolutionær arbejderbevægelse ingen diskussion om nødvendigheden af at løse denne opgave. Til gengæld var der megen diskussion om, hvordan den skulle løses, og om statens rolle i løsningen. Især de liberale gik i begyndelsen ind for private løsninger i form af selvhjælpsinstitutioner for arbejderne. Blandt socialreformatorer frem for alt i kredsen omkring "Verein für Socialpolitik" blev der stillet krav om et stærkere statsligt engagement.
Bismarck og den af ham ledede rigsregering vaklede længe mellem begge synspunkter inden den besluttede sig for en stærkere statslig intervention. Ved beslutningen havde det betydning, at private løsninger tilsyneladende ikke kunne holde trit med dynamikken i den industrielle udvikling. Hertil kom yderligere et motiv: Ved hjælp af en statslig socialpolitik håbede Bismarck at knytte arbejderne til staten og dermed tage brodden af den undertrykkelse, der skete gennem socialistloven. Det oprindelige koncept fra regeringen gik ud på en obligatorisk statslig skattefinansieret forsikring. Lovgivningsprocessen tog lang tid, og under forhandlingerne sørgede partierne, embedsmændene og interesseorganisationerne for betydelige ændringer af det oprindelige udkast, så loven kun i begrænset omfang kan kaldes den bismarckske socialforsikring. Det centrale var indførelsen af sygeforsikringen i 1883, den lovpligtige ulykkesforsikring i 1884 og endelig invaliditets- og aldersforsikringen i 1889. Fælles for dem alle var, at den direkte statslige indflydelse var reduceret i forhold til de oprindelige planer. Forsikringer var ganske vist offenligtretlige indretninger, men netop ikke statslige. Desuden indeholdt de et element af selvforvaltning, og finansieringen skete ikke primært gennem skatterne, men gennem bidrag fra arbejdsmarkedets parter. Desuden var de ikke afstemt efter de ramtes behov, men var baseret på løn og indbetalinger.
Indførelsen af socialforsikringen var endnu en af Bismarcks store præstationer, også selv om resultatet ikke helt blev som planlagt. Det gælder ikke kun for så vidt angår forsikringens struktur, men frem for alt målet om at holde arbejderne borte fra Socialdemokratiet.

#### Grænserne for Bismarcks system
Målet med det konservative skifte i 1878/1879 var at blokere for yderligere liberalisering af riget og fremme en konservativ udvikling. Det første mål lykkedes stort set for Bismarck, men ikke det andet, da det ikke var muligt at opnå et varigt konservativt flertal i Reichstag.
En konservativ forandring af kejserriget stødte altid mod modstand i Reichstag. I begyndelsen af 1880'erne modsatte Centrumspartiet sig i vidt omfang rigskanslerens planer. Så længe kulturkampen ikke var afsluttet, fulgte partiet under Ludwig Windthorsts ledelse en klar konstitutionel kurs, som sikrede parlamentets rettigheder og undgik at samarbejde med regeringen. Ganske vist blev der i 1880 vedtaget et nyt syvårigt forsvarsforlig, og socialistloven blev forlænget, men andre af regeringens lovforslag, som fx om et tobaksmonopol, blev nedstemt. Problemerne for regeringen voksede efter valget i 1881, hvor de to konservative partier mistede 38 mandater og de nationalliberale 52. Socialdemokraterne og Centrumspartiet gik lidt frem, men de forenede liberale og fremskridtspartiet var de egentlige vindere. Tilsammen fik de venstreliberale 80 ekstra pladser.
I takt med svækkelse af den parlamentariske støtte skærpede Bismarck sin konfrontationskurs overfor parlamentet og forsøgte at styrke regeringens vægt i det politiske system. I denne sammenhæng indgik overvejelser om at oprette et tysk næringsråd med repræsentanter for interesseorganisationerne som en slags parallelt parlament. Lignende planer lå bag etableringen af faglige fællesskaber til at drive ulykkesforsikringen. Til stadighed fremkom der også rygter om en ændring af valgretten til Reichstag og ophævelse af forfatningen. Bismarck havde ikke held med nogen af sine antiparlamentariske udspil. De bidrog til en yderligere fastfrysning af fronterne og forstærkede offentlighedens indtryk af, at kansleren i stigende grad savnede politiske mål.

#### Kartelpartier og konservativt flertal
|                    | 1871 | 1874 | 1877 | 1878 | 1881 | 1884 | 1887 |
| ------------------ | ---- | ---- | ---- | ---- | ---- | ---- | ---- |
| Konservative       | 57   | 22   | 40   | 59   | 50   | 78   | 80   |
| Frie konservative  | 37   | 33   | 38   | 57   | 28   | 28   | 41   |
| Nationalliberale   | 125  | 155  | 128  | 99   | 47   | 51   | 99   |
| Fremskridtspartiet | 46   | 49   | 35   | 26   | 60   | -    | -    |
| Liberale Forening  | -    | -    | -    | -    | 46   | -    | -    |
| Frisindede         | -    | -    | -    | -    | -    | 67   | 32   |
| Centrum            | 63   | 91   | 93   | 94   | 100  | 99   | 98   |
| Socialdemokrater   | 2    | 9    | 12   | 9    | 12   | 24   | 11   |
| Mindretal          | 21   | 34   | 34   | 40   | 45   | 43   | 33   |
| Øvrige             | 31   | 4    | 17   | 13   | 9    | 7    | 3    |

I anden halvdel af 1880'erne forandrede den politiske situation sig frem for alt gennem ændringer i partierne. De nationalliberales politik rykkede klart mod højre efter Rudolf von Bennigsens tilbagetræden og Johannes Miquels opstigning og landbrugets stigende indflydelse i partiet. Med partiets Heidelberg-erklæring fra 1884 stillede partiet sig bag rigskansleren i de vigtigste stridsspørgsmål og afveg derved fra de venstreliberale. Det førte også i 1884 indirekte til sammenlægningen af den liberale forening med Fremskridtspartiet til det Frisindede parti. Afskaffelsen af lovene fra kulturkampen i løbet af den første halvdel af 1880'erne førte til, at Centrum i mindre grad var i opposition. Valget i 1884, som gav tilbagegang for de venstreliberale og styrkelse af de konservative partier og i mindre grad de nationalliberale, syntes at muliggøre en højrekoalition. Disse partier arbejdede sammen om germaniseringspolitiken i de preussiske østprovinser.
Planerne om et højreflertal blev forceret i 1886 i sammenhæng med en dyb udenrigspolitisk krise. Bismarck forlangte på denne baggrund, at hærens styrke i fredstid skulle øges, hvilket
Centrum og de Frisindede klart afviste. Konsekvensen var, at der blev udskrevet valg. I valgkampen gjorde regeringen alt for at stemple de Venstreliberale, Centrum og Socialdemokraterne som fjender af Riget. Desuden indgik de konservative og de nationalliberale et valgforbund – det såkaldte kartel. Valget i 1887, som foregik i lyset af en mulig krig mod Frankrig, gav kartelpartierne og frem for alt de nationalliberale fremgang på bekostning af de venstreliberale og socialdemokraterne. Kartelpartierne rådede over 220 af 397 pladser, et absolut flertal.
Bismarck havde ganske vist et stærkt flertal, men samtidig var han afhængig af koalitionens fortsatte beståen. I den første tid arbejdede kartellet og regeringen sammen uden de store problemer: den omstridte militærlov og love til fordel for landbruget blev vedtaget. Socialistloven blev forlænget til 1890. Derefter voksede spændingerne: De nationalliberale kunne ikke gå ind for en fredsslutning, som skulle afslutte kulturkampen. Ligeledes vægrede en del af partiet sig ved igen at hæve landbrugets beskyttelsestold. Men loven blev vedtaget med stemmer fra Centrum. Også fortsættelsen af socialistloven, kolonipolitikken og sociallovgivningen førte til kritik fra de nationalliberale. Socialloven blev også vedtaget med hjælp fra Centrum. I den konservative lejr voksede ønsket om et varigt samarbejde med Centrum.

### Alliancer og udenrigspolitik
Kejserriget kunne takke Storbritanniens og Ruslands velvillige neutralitet for sin grundlæggelse efter krigen mod Frankrig. Dette relativt milde diplomatiske vejrlig varede dog ikke ved. Det strukturelle hovedproblem var, at der med etableringen af det tyske rige var opstået en ny stormagt i Europa, som først måtte finde sin plads i magtsystemet. Selv om Bismarck til stadighed bedyrede den nye nations "mæthed" – dvs. at den ikke stillede krav om nye territorier – forekom den tyske politik ikke helt forudsigelig for de øvrige stater. På den ene side var der et klart modsætningsforhold mellem Tyskland og Frankrig, og på den anden side var der konkurrence mellem Storbritannien og Rusland (The Great Game). Tysk udenrigspolitik havde forskellige muligheder for at indordne sig i det bestående storpolitiske system. Selv om Bismarck i første omgang holdt alle muligheder åbne inkl. en forebyggende krig, besluttede han sig til sidst for en defensiv løsning, som "ærlig mægler" mellem magterne.

#### Alliancer frem til begyndelsen af 1880'erne
Den 7. september 1872 afholdtes et tre-kejsermøde. Kejser Wilhelm modtog den østrigske kejser Franz Joseph og zar Alexander 2. Den 22. oktober 1873 blev Trekejser-forbundet mellem Tyskland, Rusland og Østrig-Ungarn underskrevet. Det tyske riges udenrigspolitik blev indledt med et tæt forbund med Østrig-Ungarn og et godt forhold til Rusland.
Beslutningen om at følge en defensiv politik faldt i 1875 efter den såkaldte "Krig-i-sigte-krise", hvor Rusland og England havde gjort det klart, at de ikke ville acceptere en forebyggende tysk krig mod et genoprustet Frankrig. Det var tydeligt, at forsøget på at opnå en stormagtsstilling indebar risiko for en europæisk storkrig.
Beslutningen om at føre en ligevægtspolitik blev først tydelig under Balkankrisen 1877/1878 i forbindelse med den russisk-tyrkiske krig. Mens de øvrige stormagter havde egne interesser, forsøgte Tyskland at optræde som mægler. Det rummede imidlertid den fare, at Tyskland kunne miste støtten fra Østrig-Ungarn og Rusland. Derfor gjorde Bismarck alt for at undgå at måtte vælge mellem de to lande. Det var målet at nå til en situation, som Bismarck udtrykte det, "hvor alle lande bortset fra Frankrig har brug for os, og
så vidt muligt afholdes fra koalitioner imod os gennem deres forhold til hinanden"..
Til løsning af interessemodsætningerne mellem Rusland og Storbritannien efter den Russisk-tyrkiske krig afholdtes Berlinerkongressen i 1878. Bismarck gjorde sig umage med at optræde i rollen som "ærlig mægler" og at opnå et forlig mellem stormagterne. Det var imidlertid i modstrid med den russiske regerings planer om at få kongressens godkendelse af de opnåede militære gevinster på Balkan. Resultatet, som gav Østrig større indflydelse, selv om landet ikke havde ydet militære ofre, blev anset for et diplomatisk nederlag i Rusland. Efter kongressen forværredes Ruslands forhold til Tyskland i en sådan grad, at det ikke var muligt at etablere en bæredygtig alliance mellem de to lande.
Senere opstod et forbund mellem Rusland og Frankrig. Bismarck søgte tydeligere end før et samarbejde med Østrig-Ungarn. Disse bestræbelser mundede den 7. oktober 1879 ud i den tysk-østrigske alliance. Med dette forbund var det tyske riges rolle som alliancefri mægler mellem stormagterne afsluttet. Nu indledtes opbygningen af Bismarcks alliancer først mod øst, derefter mod vest og syd. I 1881 lykkedes det at etablere trekejserforbundet med Østrig-Ungarn og Rusland. Denne alliance havde til formål at opretholde status quo på Balkan og kun tillade ændringer efter aftale og i tilfælde af krig med en 4. magt at opretholde velvillig neutralitet. Denne bestemmelse handlede i første række om en ny krig mellem Frankrig og Tyskland eller mellem Storbritannien og Rusland. Da spændingerne mellem Østrig-Ungarn og Rusland på Balkan snart øgedes igen, slog trekejserpolitikken fejl.
Mod syd blev forbundet med Østrig-Ungarn i 1882 udvidet til også at omfatte Italien i Tripelalliancen. Baggrunden for denne udvidelse var de voksende spændinger mellem Frankrig og Italien i Tunesien. Tripelalliancen var også en forsvarsalliance og støttede Østrig-Ungarn, da der til stadighed var stridigheder med Italien om forløbet af den fælles grænse.
Tyskland stod i begyndelsen af 1880'erne i centrum af to alliancesystemer. Opretholdelsen af dem var vanskelig, da de var kendetegnet ved modsætninger og ustabilitet. På dette usikre grundlag lykkedes det i nogen tid at fastholde status quo.

#### Den tyske imperialisme
Allerede i midten af 1880'erne førte væksten i stormagternes imperier til en ny dynamik i deres indbyrdes forhold, som gjorde opretholdelsen af ligevægten stadig vanskeligere og til sidst fik den til at bryde sammen.
I begyndelsen blev den oversøiske ekspansion båret frem af private iværksættere. Snart blev der tale om offentlig støtte, men den blev efter britisk forbillede ydet til opbygning af et uformelt imperium, dvs. til at opnå kontrol med et område uden at annektere det. Årsagerne til at indgå i et engagement i udlandet var på den ene side, at der var opstået en indflydelsesrig koloniseringsbevægelse i Tyskland, som så en mulighed for at overvinde den økonomiske krise og bremse befolkningstilvæksten gennem kolonisering. På den anden side blev besiddelse af kolonier også set som en spørgsmål om national prestige. Som fortalere for kolonisering optrådte organisationerne Deutscher Kolonialverein og Gesellschaft für Deutsche Kolonisation, som senere sluttede sig sammen til Deutsche Kolonialgesellschaft.
Årsagerne til at Bismarck gav efter for presset fra kolonibevægelsen og begyndte at opbygge et formelt imperium er omstridt. Et argument er, at rigskansleren udnyttede Storbritanniens problemer i bl.a. Afghanistan og Sudan til gennem en antibritisk politik at opnå en tilnærmelse til Frankrig. Højdepunktet i denne udvikling var Congokonferencen i Berlin i 1884-1885, hvor Tyskland og Frankrig i fællesskab gik imod Storbritanniens politik i Centralafrika. Andre fortolkninger peger på indenrigspolitiske årsager. Anskaffelsen af kolonier skulle herefter give regeringen partipolitiske lettelser og give stemmer til regeringens støttepartier ved valget i 1884. Efter en tredje fortolkning skete skiftet som udtryk for socialimperialisme: Erhvervelsen af kolonier skulle i en vis forstand skjule de sociale og økonomiske vanskeligheder og reducere regeringens legitimitetsunderskud. Nyere forskning peger på en blanding af de forskellige årsager og peger desuden på en egen dynamik i forhold til de senere kolonier. 1884 markerer den egentlige begyndelse på en tysk kolonipolitik, da Tysk Sydvestafrika i april kom under tysk beskyttelse. Også i Tysk Østafrika, Togo, Kamerun, og i Stillehavet blev det uformelle afløst af et formelt herredømme. Ganske vist blev kolonipolitikken under Bismarck til en episode, idet udvidelsen allerede afsluttedes i 1885, men der var gjort en start på en større indsats og på konflikter med Storbritannien.
Oversigt over de tyske kolonier:
1. Tysk Ny Guinea fra 1885, erhvervet ved Otto Finsch på vegne af Neuguinea-Kompagnie (hertil hørte: Kaiser-Wilhelms-Land (i dag det nordlige Papua Ny Guinea), Bismarck-arkipelaget (Papua Ny Guinea), Bougainville-øen (Papua Ny Guinea, nordlige Salomon-øerne 1885–1899 (Choiseul og Santa Isabel), Marianerne fra 1899, Marshalløerne fra 1885, Palau fra 1899, Carolinerne (Mikronesien) fra 1899, Nauru fra 1888
2. Tysk Østafrika (nu Tanzania, Rwanda, Burundi, Mozambique-Ruvuma deltaet) blev erhvervet i 1885 ved Carl Peters
3. Tysk Sydvestafrika (i dag Namibia, Botswana – sydlige del af Caprivi-striben) fra 1884, erhvervet ved Franz Adolf Eduard Lüderitz
4. Tysk-Witu (i dag sydlige Kenya), 1885–1890, erhvervet ved brødrene Denhardt fra Zeitz
5. Kiautschou forpagtet fra (Kina i 99 år)
6. Kamerun fra 1884, (i dag Cameroun, østlige Nigeria, sydvestlige Tchad, vestlige Centralafrikanske republik, nordøstlige Congo og nordlige Gabon) erhvervet ved Gustav Nachtigal
7. Samoa fra 1899, i dag den uafhængige stat Samoa
8. Togoland fra 1884, (i dag Togo og det vestlige Ghana) erhvervet ved Gustav Nachtigal

#### Udenrigspolitisk dobbeltkrise 1885/1886
Ikke kun overgangen til en imperialistisk politik, men også to kriseområder i Europa ændrede den tyske udenrigspolitik. I Frankrig opstod der, ikke mindst som følge af general Georges Ernest Boulanger, en nationalistisk samlingsbevægelse, som gik ind for en revanchekrig mod Tyskland. Faren voksede, da Boulanger blev krigsminister. Bismarck lagde af indenrigspolitiske årsager stor vægt på denne trussel, bl.a. for at opnå et flertal ved valget i 1887. Samtidig tjente hans skærpede tone over for Frankrig til at skjule de udenrigspolitiske vanskeligheder i Øst- og Sydøsteuropa. Der havde den bulgarske krise ført til en skærpelse af modsætningerne mellem Østrig-Ungarn og Rusland og til, at trekejserforbundet reelt var brudt sammen. Også Tysklands forhold til Rusland blev dårligere ikke mindst på grund af beskyttelsestolden. I den tyske regering voksede bekymringen for en tofrontskrig, da det tilsyneladende kom til en tilnærmelse mellem Rusland og Frankrig. Indenrigspolitisk kom Bismarck på grund af krisen under tryk, da kritikere beskyldte ham for at føre en forældet udenrigspolitik. Fra nogle militærfolk som general Alfred von Waldersee, men også fra tysk konservative og selv fra socialdemokrater blev der forlangt en hård politik overfor Rusland og om nødvendigt en forebyggende krig. Bismarck forsøgte at dæmpe den nationalistiske bølge, som han til dels selv havde skabt, og at bilægge krisen diplomatisk. Det lykkedes med stort besvær, hvilket klart viste, at Tysklands politiske spillerum var blevet langt mindre efter kejserrigets grundlæggelse. I 1887 lykkedes det at genetablere tripelalliancen med Østrig-Ungarn og Italien. Gennem forskellige andre traktater – som Middelhavsaftalen mellem Italien og Storbritannien og Middelhavsententen mellem Italien, Storbritannien og Østrig-Ungarn – blev Tyskland involveret i en antirussisk koalition gennem sine forbundsfæller.
I samme år blev der i stedet for trekejserforbundet den 18. juni indgået Genforsikringstraktaten med Rusland. Begge lande forpligtede sig til velvillig neutralitet i tilfælde af et uprovokeret angreb fra en tredje magt. I den forbindelse blev der indgået en hemmelig tillægsprotokol, hvori Tyskland lovede Rusland støtte til dets politik på Balkan og ved Bosporus. Hermed indgik Tyskland forpligtelser, som var i modstrid med de forbund og traktater, som det havde med andre stater. I denne sammenhæng var det åbenbart vigtigere for Bismarck at forhindre et forbund mellem Frankrig og Rusland.
Det var i slutningen af Bismarcks embedstid blevet stadig sværere at opretholde ligevægten. Mens han tidligere havde mulighed for at spille på stormagternes indbyrdes modsætningsforhold, kunne han til sidst kun skabe spændinger og derpå forsøge at dæmpe dem på en for riget fordelagtig måde.

## Trekejseråret 1888
Den 9. marts 1888 døde kejser Wilhelm 1. Tre dage senere blev hans søn, den alvorligt syge Frederik 3., udråbt til kejser. Til hans tronbestigelse var der knyttet håb om en liberalisering af riget og en større parlamentarisk indflydelse på de politiske afgørelser. Han havde sympati for det parlamentariske system i Storbritannien.
Under den berlinske antisemitismestrid havde han offentligt udtalt sig mod jødefjenderne. Især de frisindede som Bamberger, Forckenbeck og von Stauffenberg stod den nye kejser nær. På grund af sygdom kunne han dårligt præge den førte politik. Kun afskedigelsen af den højkonservative preussiske indenrigsminister von Puttkamer var et tegn i den ventede retning. Allerede 99 dage efter sin tronbestigelse døde Frederik 3. den 15. juni 1888 af kræft i strubehovedet. 10 dage efter hans død blev hans 29-årige søn udråbt som kejser Wilhelm 2.
På grund af dette hurtige skifte mellem tre monarker bliver året 1888 også kaldet trekejseråret.

## Det wilhelminske rige
Der var i Wilhelm den 2. tidsalder et påtrængende behov for, at politikken tilpassede sig forandringer inden for økonomi og samfund og finde svar på tidens mest påtrængende økonomiske og sociale spørgsmål: Integration og ligestilling af arbejderne i stat og samfund og også på den negative økonomiske udvikling inden for håndværk og landbrug. Statens overtagelse af nye opgaver førte til, at de skulle finansieres og til en belastning af statsfinanserne. Det drejede sig ikke mindst om tilpasse de politiske strukturer til betingelserne i et industrisamfund, hvori befolkningen var politiseret i et hidtil uset omfang.

### Afslutningen på Bismarcks æra
Bismarck blev i første omgang siddende på sin post. Han forsøgte endnu i 1889 at indgå en alliance med Storbritannien, hvilket ikke lykkedes. Et foreløbigt punktum for sociallovgivningen blev sat den 23. maj med ikrafttrædelsen af alders- og invalideforsikringen.
Det kom snart til konflikter mellem Wilhelm 2. og Bismarck. Det handlede om Wilhelms ønske om selv at udforme politikken. Det begrænsede Bismarcks spillerum ganske betydeligt. Kejseren fik støtte fra sin nærmeste omgangskreds som Philipp zu Eulenburg. Også i offentligheden voksede kritikken mod det autoritære kanslerstyre – nogle kaldte det endda kanslerdiktatur – og fastfrysningen af indenrigspolitikken. Mens Bismarck holdt fast, udtalte Wilhelm sig til fordel for en afslutning på socialistlovgivningen. Et tegn på den ændrede holdning sås i forbindelse med den store minearbejderstrejke i 1889, hvor en delegation af strejkende arbejdere fik foretræde for kejseren. Til gengæld fremsatte Bismarck et forslag om en ikke-tidsbegrænset socialistlov. Flertallet i rigsdagen afviste lovforslaget, og kartellet af højrepartier brød sammen. De led store tab ved valget i 1890, mens Centrum, de venstreliberale og socialdemokraterne fik flere mandater. Der var nu ikke parlamentarisk flertal for Bismarcks politik. Trusler om et statskup blev ikke til noget. Herefter forstærkedes konflikterne mellem Wilhelm 2. og Bismarck yderligere, og kansleren blev efterhånden politisk isoleret. Den 18. marts 1890 blev Bismarck tvunget til at træde tilbage fra alle sine politiske poster.

### Den nye kurs og Leo von Caprivis embedstid
Ny rigskansler blev Leo von Caprivi. I modsætning til Bismarck, som havde fulgt en konfrontatorisk indenrigspolitik, fulgte den nye kansler en udglattende og forsonligere politik. Frem for alt skulle reformer mildne de sociale konflikter og herigennem modvirke det legitimitetsunderskud, som var opstået i de sidste år under Bismarck. Udenrigspolitisk afviste kejseren efter råd fra Friedrich August von Holsteins en forlængelse af Genforsikringstraktaten med Rusland og tvang Rusland til en forståelse med Frankrig.
Fra 1890 fik socialpolitikken et nye skub fremad – frem for alt af den preussiske handelsminister Hans Hermann von Berlepsch og hans medarbejder Theodor Lohmann.
Det drejede sig i første række om arbejderbeskyttelse og en reform af arbejdsretten. I kejserens februardekret fra 1890 blev disse planer ophøjet til et officielt regeringsprogram.
Ved ændringen af erhvervslovgivningen i 1891 blev dele af planerne gennemført. Det drejede sig om forbud mod søndagsarbejde, en yderligere indskrænkning af fabriksarbejdet for kvinder og børn og regulering af arbejdet i sundhedsfarlige foretagender. Forbedringen af erhvervstilsynet skulle sikre kontrollen med, at disse tiltag blev ført ud i livet. Fortsættelsen af programmet strandede dels på, at den økonomiske situation blev dårligere, og dels på modstand fra industrien. Den planlagte reform af foreningsfriheden blev derfor ikke til noget. Inden for handelspolitikken indgik regeringen under Caprivi en række handelsaftaler, som ikke kun forhindrede truende toldkrige, men også forbedrede afsætningsmulighederne for tyske produkter. Men disse aftaler kunne kun opnås til gengæld for lavere told på landbrugsvarer. Under Caprivi ændredes erhvervspolitikken sig således til gavn for eksportindustrierne på landbrugets bekostning. Caprivi, der ligesom Bismarck også var preussisk ministerpræsident, havde kun delvis held med en reform af lokalområdernes organisation i Preussen. Reformen endte med at blive stærkt udvandet på grund af konservativ modstand. En succes var derimod den preussiske finansminister Miquels finansreform, som i 1891 førte til indførelse af en svagt progressiv indkomstskat. Den blev i 1893 fulgt af en formueskat. Grund-, ejendoms- og erhvervsskatter blev herefter kommuneskatter. Imidlertid viste indrømmelserne til storgodsejerne også grænserne for hvilke reformer, der kunne gennemføres. Forsøg på at reformere den klassedelte valgret i Preussen kom stort set ingen vegne.
Samlet set var Caprivis politik præget af succeser, men reformerne rakte ikke til at gennemføre et egentligt systemskifte. Et problem i denne forbindelse var den tiltagende splittelse i toppen af samfundet. Af størst betydning var det, at der i stigende grad var politiske forskelle mellem resten af riget og Preussen. Mens kansleren i Reichstag var åben overfor Centrum og de venstreliberale, arbejdede han som stærk mand i Preussen sammen med konservative og nationalliberale. I 1892 måtte Caprivi afgive posten som ministerpræsident i Preussen til grev Botho zu Eulenburg. Det svækkede yderligere rigskanslerens stilling, så meget desto mere som det ikke lykkedes ham at skabe et varigt flertal i Reichstag for sin politik. Et nyt militærbudget, som ville have betydet en styrkelse af hæren, stødte på modstand fra ikke blot socialdemokraterne og de frisindede, men også fra Centrum, som ellers havde været kanslerens mest trofaste støtter. Det førte i 1893 til udskrivelse af nyvalg. Socialdemokraterne gik ganske vist frem, men de venstreliberale, som var blevet splittet i spørgsmålet om militærbudgettet, gik tilbage, og det samme gjorde Centrum.
Nu blev det ganske vist muligt at vedtage en ændret udformning af militærbudgettet, men Caprivi måtte også regne med modstand fra de konservative, som frem for alt vendte sig mod ændringerne i told- og handelspolitikken. Frem for alt det nye Bund der Landwirte havde held til at oppiske en stemning mod rigskansleren. I det konservative parti kom det samtidig til et tydeligt ryk mod højre, da partiet på det såkaldte Tivoli-årsmøde i 1892 afsatte den gamle ledelse, vedtog et antisemitisk program og knyttede sig tæt til Bund der Landwirte. Caprivi stødte også i stigende grad på modstand fra Wilhelm 2, som i højere grad end sine forgængere øvede indflydelse på politikken og ville indføre et "personligt regimente". Også selv om der kun i et vist omfang var tale om et personligt regimente, havde kejseren udøvet betydelig direkte og indirekte indflydelse. Den gav sig udslag i springende og planløse indgreb i beslutningsprocesserne. Dette ramte i mindre grad indenrigspolitikken, men i vidt omfang flåde- og udenrigspolitikken. Kejseren begyndte også at opponere mod den nye indenrigspolitiske kurs, da den ikke som håbet forøgede styrets legitimitet, men på grund af de konservatives afvisning af politikken truede med yderligere at forringe styrets legitimitet. Mod den nye kurs talte også Bismarck, som stadig havde indflydelse i dele af pressen.
Mens kejseren i begyndelsen af sin regeringstid havde vist en vis imødekommenhed over for socialdemokraterne, ændrede det sig midt i 1890'erne efter pres fra industrien (anført af Carl Ferdinand von Stumm-Halberg), dele af landbruget, hoffet, den preussiske ministerpræsident med flere. De krævede en hårdere kurs overfor socialdemokraterne. Der var tale om at indføre nye undtagelseslove, og der var igen rygter om statskup. Da også Wilhelm vendte sig imod Caprivi, blev han og den preussiske ministerpræsident Eulenburg afskediget i oktober 1894.

### Overgangskansler og "personligt regime"
Den 29. oktober 1894 blev Chlodwig zu Hohenlohe-Schillingsfürst udnævnt til rigskansler og preussisk ministerpræsident. Alene det, at han var over 75 år gammel, viste, at der var tale om en overgangsfigur. Hohenlohe forsøgte at undgå konflikter med kejseren, men alligevel var hans embedsperiode præget af åbne og skjulte meningsforskelle mellem kejser og kansler. Det førte til en langvarig regeringskrise.
Den nye kansler viste sig at føre en tøvende politik, som i betragtning af de stadig stærkere kejserlige krav om et personligt regime, afspejlede hans begrænsede indflydelse. Wilhelm udøvede en stærk indflydelse ved beklædningen af poster. Det betød, at de, som havde stået bag den nye kurs, enten blev afskediget eller lagt på is. Socialpolitikken begyndte at stagnere fra 1893. Personligt var Hohenlohe nærmest skeptisk overfor nye undtagelseslove mod socialdemokraterne, men betegnende for hans svaghed var det, at der i Reichstag blev behandlet lovforslag som revolutionsloven i 1895 og senere tugthusloven i 1899 – den sidste var i den forbindelse en reaktion på havnearbejderstrejken i Hamburg 1896-1897. Betegnende for den uafklarede politiske situation var det, at begge lovforslag blev forkastet. Samme skæbne led en "lille socialistlov" i Preussen. Større succes havde Lex Arons i 1898, som udelukkede socialdemokrater fra at undervise på højere læreanstalter. I Hohenlohes embedstid blev den længe forberedte privatretlige lovsamling vedtaget i 1896. Denne indebar en harmonisering af privatretten, som hidtil havde været forskellig i de enkelte delstater. Lovsamlingen trådte i kraft den 1. januar 1900. Den udgjorde afslutningen af den retslige harmoniseringsproces, som var indledt ved rigets grundlæggelse.

### Von Bülows æra

#### Samlingspolitik
Ikke mindst den mislykkede vedtagelse af nye undtagelseslove førte i kredsen omkring kejser Wilhelm til nye overvejelser om et antiparlamentarisk kup. I 1897 ændrede Wilhelm 2. grundlæggende på regeringens sammensætning. Hohenlohe forblev ganske vist indtil videre som rigskansler, men tyngdepunktet i regeringen på fire andre: Johannes Miquel som vicepræsident i det preussiske statsministerium, Arthur von Posadowsky-Wehner som chef for indenrigskontoret, Alfred von Tirpitz som chef for rigsmarinekontoret og Bernhard von Bülow som udenrigsstatssekretær. De fire skulle efter kejserens ønske styre indenrigspolitikken i konservativ retning, fremme opbygningen af en stærk flåde og udenrigspolitisk handle i retning af en placering i verdenspolitikken. Med dette skifte mindskedes i første omgang kejserens indgriben i politikken, da den nye ledelse i forvejen handlede i tråd med Wilhelms ønsker. Konflikterne mellem regering og kejser blev yderligere formindsket, da Bernhard von Bülow overtog posten som rigskansler efter 1900.
Overskriften for den nye ledelse i slutningen af det 19. århundrede var
- samlingspolitik, som skulle forene de "statsbevarende og produktive kræfter" mod socialdemokratiet.
- Toldpolitik
- flådepolitik
- verdenspolitik og
- kejserdømmet skulle virke integrerende på samfundet og samle middelstand og borgerskab mod socialdemokratiet.

Dette mål understøttedes også af håndværkspolitikken. Håndværksloven af 1897 imødekom den gamle middelstands ønsker f.eks. ved at indføre handelskamre og laug. For at knytte landbrugs- og erhvervsinteresser til sig lod regeringen repræsentanter for landbrugets og industriens interesseorganisationer deltage i udarbejdelsen af nye toldtariffer, som blev vedtaget efter århundredskiftet. Ganske vist lykkedes det at bringe en vis overensstemmelse mellem landbrugets og sværindustriens interesser i forhold til beskyttelsestolden, men den eksportorienterede lette industri og den voksende kemiske industri kritiserede den voldsomt og grundlagde til fremme af deres antiprotektionistiske mål Bund der Industriellen i 1895.
Beskyttelsestolden viste sig alt i alt som ikke-bæredygtig for et forbund mellem landbrug og industri. Også på andre områder var der forskellige interesser. En forhøjelse af toldsatserne på landbrugsprodukter førte også til protester fra de venstreliberale og socialdemokraterne, som frygtede en stigning i leveomkostningerne. Det kom også til protester i forbindelse med det planlagte byggeri af Mittellandkanalen, som blev kraftigt afvist af de store jordbesiddere øst for Elben. Det kom først til et kompromis i toldspørgsmålet i 1902 under kansler von Bülow. Selv om det var moderat, belastede det forbrugerne, og socialdemokraterne kunne i valgkampen i 1903 føre kampagne mod "brødågeren" (Brotwucher).

#### Udbygningen af flåden
Udbygningen af flåden var en af kejser Wilhelm 2. personlige interesser, men flåden skulle også tjene til udligning af interessemodsætningerne i samfundet. I borgerskabet og middelstanden mødte udbygningen af flåden stor velvilje, mens Reichstag i første omgang udtrykte betænkeligheder. Et langsigtet flådebudget havde svækket Reichstags indflydelse på økonomien i betydelig grad. Desuden betød udbygningen af flåden som middel til at få indflydelse på verdenspolitikken, at Tyskland med sikkerhed fik et dårligere forhold til Storbritannien.
Wilhelm 2. havde oprindelig tænkt sig en mægtig flåde til beskyttelse af handelen og kysterne.
Omvendt krævede en flåde, som opererede over hele verden, oversøiske baser. De blev til en vigtig årsag til kolonipolitikken, især i Stillehavet. Konceptet med en flåde af krydsere blev imidlertid trængt i baggrunden af ønsket om slagskibe. Tirpitz blev hovedtalsmanden og organisatoren af den store flåde. Det var meningen, at slagskibene skulle gennemføre et offensivt forsvar af de tyske kyster og gennembryde en fjendtlig blokade. Bag tanken om en slagskibsflåde lå også en risikotanke. Enhver angriber ville være nødt til at regne med store tab. For at kunne virke som afskrækkelsesvåben måtte flåden have en betydelig styrke. Dette skifte i flådedoktrinen, der tydeligt betød en konfrontation i Nordsøen, måtte styrke mistroen mod det tyske kejserrige, ikke mindst i Storbritannien.
I 1896 var der modstand mod at forøge flåden, men to år senere blev der alligevel vedtaget en ny flådelov. Dette sket på trods af, at socialdemokraterne, det frisindede folkeparti, de nationale mindretal og en lille del af Centrum stemte imod. I 1900 fulgte endnu en udvidelse af flåden med et byggeprogram, som sigtede mod at opnå et 2:3 forhold til den britiske flåde. Følgen af byggeprogrammet blev et tysk-britisk rustningskapløb.
Parlamentets og offentlighedens støtte til flådepolitikken var ikke mindst et resultat af et moderne PR-arbejde fra Tirpitz' side. Et selvstændigt pressekontor i rigsmarinekontoret gennemførte regulære reklamekampagner for flåden. Det arbejdede tæt sammen med Flottenverein, som var blevet grundlagt i 1898. Denne massebevægelse, som omfattede det erhvervsmæssige borgerskab så vel som de småborgerlige lag, havde i 1900 ikke mindre end 270.000 medlemmer. Med gruppemedlemsskaber var der i 1908 over 1 mio. medlemmer. Propagandaen til fordel for flåden spillede en vigtig rolle, men netop inden for borgerskabet var der en lang tradition for entusiasme for skibsfarten. Hertil kom at den overgearede nationalisme så et symbol på Tysklands magt i flåden. Desuden spillede industriens økonomiske interesse i en udbygning af flåden en rolle. Betænkeligheder over for flådepolitikken næredes af ejerne af riddergods øst for Elben, som så en konkurrent til hæren. Ved den anden flådelov var det også nødvendigt med konservativ støtte gennem toldpolitiske indrømmelser, den såkaldte "Bülow-Tarif".

#### Vejen mod verdenspolitikken
Efter indledningen af den imperialistiske politik under Bismarck i 1880'erne ændrede udenrigspolitikken fuldstændig karakter i 1890'erne. Nu spillede de øvrige europæiske landes imperialisme en betydelig rolle. Aktivitetsområdet udvidede sig, og samtidig voksede antallet af mulige konfliktpunkter. Lige så vigtigt var det, at udenrigspolitikken ikke længere var forbeholdt regeringen: Den offentlige mening fik stigende betydning og interesseorganisationer spillede en rolle. Det var ikke mindst tilfældet for de økonomiske interesser. Ligeså vigtig var strategiske og rustningspolitiske faktorer. Trods alle modsætninger også inden for den politiske ledelse tegnede der sig forskellige tendenser. Tyskland forsøgte i første omgang at befæste sin position i Mellemeuropa gennem en klar støtte til Østrig-Ungarn og senere også til Italien. I den forbindelse spillede handelsaftaler en vigtig rolle, også selv om det ikke kom til en toldunion med Østrig-Ungarn.
I 1891 blev Tripelalliancen forlænget og fik større indhold. Et andet mål for den nye udenrigspolitik var at nå til en forståelse med Storbritannien. Et middel i den sammenhæng var kolonipolitikken, og et eksempel er udvekslingen af øen Zanzibar mod øen Helgoland i 1890, hvilket til dels var forberedt af Bismarck. Det førte i Tyskland til heftige protester, som mundede ud i etableringen af Alldeutscher Verband. Målet med at skaffe sig kolonier i 1890'erne var at etablere et verdensomspændende net af flådestøttepunkter.
Det gode forhold til Storbritannien gjorde det muligt at opgive bindingerne til Rusland. Genforsikringstraktaten udløb i 1890 og blev ikke søgt forlænget fra tysk side. Rigets øverste ledelse mente, at en tilknytning til Rusland ville skade forbindelserne til såvel Østrig-Ungarn som Storbritannien. Herefter søgte Rusland et nærmere forhold til Frankrig. En militæraftale fra 1892 blev begyndelsen på spaltningen af Europa i to blokke. I øvrigt bragte tilnærmelsen til Storbritannien ikke de ønskede gevinster. I stedet voksede de oversøiske interessemodsætninger. De førte til et forsøg på at opbygge bedre forbindelser til Rusland. Tyskland svingede frem og tilbage mellem England og Rusland i 1890'erne og virkede på den måde ikke troværdig for nogen af dem. Mistroen voksede, da Tyskland i Orienten begyndte at støtte Det osmanniske Rige imod Rusland. I det sydlige Afrika var der lignende interessemodsætninger med Storbritannien.
I slutningen af 1890'erne begyndte den tyske udenrigspolitik tydeligt at ændres fra en kontinental til en verdenspolitik dvs. til imperialismen. Von Bülows populære slagord var kravet om "En plads i solen". Verdenspolitikken var ikke kun et forsøg på at etablere Tyskland som stormagt, men havde også indenrigspolitiske aspekter. Den tjente til at dække indre spændinger og gav også de økonomiske interesser afsætnings- og råstofmarkeder. I den tyske offentlighed fandt tanken om en verdenspolitik bred tilslutning, men dog ikke hos socialdemokraterne. Hvor langt de imperialistiske tanker havde bredt sig ind i det liberale borgerskab, ses af Max Weber og Friedrich Naumann. De ventede sig velstand og integration af arbejderne. Også fra konservativ side var imperialismen et middel til national integration. På den nye højrefløj var de imperialistiske ekspansionskrav knyttet sammen med kritik af de etablerede honoratiores. Derimod så kun en forholdsvis lille del af erhvervslivet fordele ved den imperialistiske ekspansion, da det fortrinsvis var indstillet på eksport til industrilandene. Den imperialistiske politik var desuden kendetegnet ved kejserens taler, som ofte virkede imod hensigten som Hunnertalen i 1900 ved dens springende form, som var rettet mod Tyskland, og ved igen og igen opstillede trusselsbilleder. Under indtryk af en dynamisk økonomi, en stærk hær og en stadig voksende flåde måtte det virke truende på de europæiske magter.
Kravet om en plads på den verdenspolitiske scene førte til erhvervelse af kolonier. I forhold til den højlydte retorik var den faktiske tilvækst i kolonier begrænset. Tyskland erhvervede i 1898 Kiautschou i Kina og forskellige Stillehavsøer i 1899. Inden for rammerne af den uformelle imperialisme skete bygningen af Bagdadbanen efter 1899.
For den førte politik spillede situationen i Europa stadig en central rolle. Omkring århundredskiftet gik den tysk-britiske tilnærmelse i stå, først og fremmest på grund af den anti-britiske verdenspolitik og flådebyggeriet. Det kom imidlertid ikke til alvorlige konfrontationer, da Storbritannien var involveret i et stort antal konflikter med andre lande og udenrigspolitisk kunne vælge mellem en række forskellige partnere. Derfor holdt London også muligheden for en tilnærmelse til Berlin åben. Det lod til, at den fælles europæiske, amerikanske og japanske nedkæmpelse af Bokseropstanden ville føre til en tilnærmelse til Storbritannien. Den gunstige situation ændrede sig i årene efter 1902: Den britisk-franske Entente cordiale fra 1904 fik en betragtelig betydning. Tysklands forsøg på igen at nærme sig Rusland førte ganske vist til en handelsaftale i 1904, men blev ingen succes. Tyskland undgik et nærmere forbund for i lyset af den russisk-japanske krig ikke at blive håndlanger for Ruslands politik i Fjernøsten. I vest forsøgte Tyskland at opnå sejre på Frankrigs bekostning. Tyskland modsatte sig den franske ekspansion i Marokko. Kejser Wilhelm besøgte demonstrativt Tanger i 1905 og krævede en international konference. Den blev også gennemført i Algeciras, men førte til, at mistroen overfor Tyskland voksede. Den Første Marokkokrise styrkede ikke blot samarbejdet mellem Frankrig og Storbritannien, men førte også til en britisk-russisk overenskomst om deres interesser i Middelhavsområdet. Alt i alt førte Tysklands indtræden på den verdenspolitiske scene til en udenrigspolitisk isolation, idet Tyskland kom i direkte konkurrence med Storbritannien og Frankrig. Den blev yderligere forstærket gennem flådeoprustningen i forhold til Storbritannien. Situationen var også problematisk, fordi Tripelalliancen ganske vist var blevet fornyet i 1902, men kort tid efter havde Italien indgået en hemmelig neutralitetsaftale med Frankrig. Dermed var forbundet reelt værdiløst, og Tyskland havde kun Østrig-Ungarn tilbage som forbundsfælle.

#### Indenrigspolitik efter århundredeskiftet
Også indenrigspolitisk viste det sig hurtigt at flådebyggeriet og verdenspolitikken kun på kort sigt kunne overskygge problemerne, og på lidt længere sigt blev de kun værre. Den indenrigspolitiske stabilisering omkring århundredeskiftet var baseret på en kortfristet politisk enighed mellem konservative, nationalliberale og frem for alt Centrum. Valget i 1903 ændrede i første omgang ikke noget videre herved. De venstreliberale måtte indkassere et nederlag, mens de nationalliberale og socialdemokraterne blev styrket. Socialdemokraterne blev det næststørste parti i rigsdagen. Centrum forblev det største parti og kunne trods tab fastholde sin parlamentariske nøgleposition. Partiet forblev indtil videre regeringens vigtigste støtteparti. På grund af denne afhængighed kom styret Centrum i møde på visse punkter. Som en af de sidste rester fra kulturkampen blev forbuddet mod jesuitterne ophævet. Også indførelsen af mødediæter for medlemmer af Reichstag i 1906 skyldtes krav fra Centrum; partiet havde betydelig indflydelse på den indenrigspolitiske kurs i riget.
Under indtryk af de gode konjunkturer voksede fagforeningernes medlemstal kraftigt omkring århundredeskiftet. Mens tallet i 1900 lå på 680.000, var det i 1906 allerede vokset til 1,6 mio.
Samtidig voksede antallet af konflikter på arbejdsmarkedet. Mens der i 1900 kun blev registreret 806 strejker var tallet i 1906 vokset til 3.059. Også på den baggrund blev socialpolitikken igen aktuel. Efter at de anti-socialdemokratiske love var slået endeligt fejl, håbede regeringen gennem sin socialpolitik at begrænse tilstrømningen til SPD. Imidlertid var der også et stort samfundsmæssigt pres fra socialreformatorerne. Det kom bl.a. til udtryk ved grundlæggelsen i 1901 af Gesellschaft für Soziale Reform. Men styrets oprindelige reformplaner var begrænsede: udvidelse af forsikringspligten vedrørende socialforsikringen (Udvidelse af ulykkesforsikringen 1900), forbud mod børnearbejde i hjemmeindustrien, og oprettelse af erhvervsretter i større byer. Den nye bjerglov var en reaktion på minearbejderstrejken i 1905. Den omfattede blandt andet en begrænsning af arbejdstiden under jorden til 8½ time og indførelse af arbejderudvalg. Videregående reformer blev det ikke til.
Militærpolitisk blev hærens fredsstyrke forøget med 10.000 mand. Den nye flådelov fra 1905 betød bygning af en ny serie krydsere og overgang til de stærkere, men dyrere slagskibe af Dreadnought-typen. Alt dette forøgede de finanspolitiske problemer i riget betydeligt. Trods langvarige forhandlinger lykkedes det ikke at gennemføre en større skattereform. Der blev kun vedtaget en mindre reform.
Det blev efterhånden problematisk for von Bülow, at han efter de forskellige udenrigspolitiske nederlag mistede kejserens opbakning. Desuden voksede de konservatives utilfredshed med den tilbageholdende fremfærd mod Socialdemokratiet. Centrums stilling som parlamentarisk støtte for regeringen blev problematisk, først og fremmest af partiinterne forandringer. Inden for Centrum opstod der støttet af de kristelige fagforeninger og Volksverein für das katholische Deutschland en stærk arbejdstagerfløj. Hertil kom at en landsby-bonde populisme vandt tilhængere. Begge tendenser førte – trods alle modsætninger – Centrum i en mere demokratisk retning, som fx gennem Matthias Erzberger førte til krav om en valgreform i Preussen og afvisning af kolonipolitikken. Afvisningen af en tillægsbevillingslov til finansiering af kolonikrigen mod oprørerne i Tysk Sydvestafrika (Namibia) førte i slutningen af 1906 til udskrivelse af nyvalg und zu Neuwahlen.

#### Bülowblokken
Valgkampen blev yderst følelsesladet og regeringen og organisationer som Reichsverband gegen die Sozialdemokratie beskyldte Centrum og SPD for at være nationalt upålidelige. De konservative, nationalliberale og venstreliberale, den såkaldte Bülowblok, indgik valgaftaler mod de to partier. De venstreliberales deltagelse var kun blevet mulig, fordi de havde opgivet deres forbehold mod kolonier efter Eugen Richters død. Det såkaldte hottentot-valg førte til. at blokpartierne gik frem, mens SPD mistede næsten halvdelen af sine mandater. Centrum mistede trods fremgang sin nøglestilling, da de liberale og de konservative fik flertallet.
|                      | 1890 | 1893 | 1898 | 1903 | 1907 | 1912 |
| -------------------- | ---- | ---- | ---- | ---- | ---- | ---- |
| Konservative         | 73   | 72   | 56   | 54   | 60   | 43   |
| Frikonservative      | 20   | 28   | 23   | 21   | 24   | 14   |
| Nationalliberale     | 42   | 53   | 46   | 51   | 54   | 45   |
| Venstreliberale      | 66   | 37   | 41   | 30   | 42   | 42   |
| Centrum              | 106  | 96   | 102  | 100  | 105  | 91   |
| Socialdemokrater     | 35   | 44   | 56   | 81   | 43   | 110  |
| Mindretal            | 38   | 35   | 34   | 32   | 29   | 33   |
| Antisemitter         | 5    | 16   | 13   | 11   | 22   | 10   |
| Deutsche Volkspartei | 10   | 11   | 8    | 6    | 7    | -    |
| Øvrige               | 2    | 5    | 18   | 11   | 11   | 9    |

Bülowblokken var ikke kun et flygtigt valgforbund. Bülow bekendtgjorde, at han i fremtiden ville støtte sig til de tre partier. Det politiske skifte blev tydeligt signaleret med udskiftningen af indenstatssekretær Posadowsky, som ønskede at fastholde samarbejdet med Centrum med Theobald von Bethmann-Hollweg. På mange områder var der enighed, på andre områder var det muligt at indgå kompromiser, men der var også modsætninger, som dårligt kunne overvindes. Der blev gennemført en reform af forenings- og forsamlingsretten, som ganske vist indeholdt liberaliseringer, men efter konservativt pres også indeholdt begrænsninger. Således havde landarbejdere stadig ikke ret til at danne fagforeninger. Hertil kom en sprogparagraf, som forlangte, at der skulle tales tysk i offentlige forsamlinger og dermed var en undtagelseslov mod polakkerne, de fransktalende i Lothringen, danskerne i Slesvig og de andre nationale mindretal. Det havde de venstreliberale svært ved at godtage. Nogle som Theodor Barth nægtede at stemme for og trådte ud af den frisindede forening. Ligeså omstridt var den preussiske valgret. Mens de tyskkonservative forsvarede den tredelte valgret, forlangte de venstreliberale indførelse af den demokratiske valgret som ved valg til rigsdagen. Et yderligere konfliktområde var den stadig mere påkrævede reform af rigets finanser. Disse modsætninger lykkedes det en tid von Bülow at bygge bro over og moderere, men nu var han ikke blot afhængig af kejserens gunst, men også af det vaklende flertal bag regeringen.
Den indenrigspolitiske situation blev yderligere vanskeliggjort af Daily-Telegraph-affæren. En række udtalelser, som Wilhelm 2. var fremkommet med under et besøg i England, blev offentliggjort og gav et billede af en taktløs og politisk uklog kejser. I politik og presse voksede modstanden mod det "personlige regimente". Kejserdømmet mistede en stor del af sin prestige. Nogle journalister som Maximilian Harden forlangte endda, at kejseren skulle træde tilbage, og selv de konservative så sig til tvunget til at anbefale kejseren fremover at vise tilbageholdenhed. Rent faktisk blev den kejserlige indblanding i den daglige politik mere sjælden. Da von Bulow ikke gjorde meget for at forsvare kejseren, mistede kansleren kejserens opbakning.
Bülowblokkens skæbne blev i 1909 beseglet af spørgsmålet om en finansreform. Rigets finanser var i en sørgelig forfatning på grund af flådebyggeriet og verdenspolitikken. Udgifterne oversteg indtægterne og statsgælden voksede. Den lå på 4,5 mia. mark (i 1890 havde den kun været på 1,1 mia. mark), og det årlige underskud lå på over 500 mio. mark. Vanskelighederne med at få vedtaget en finansreform havde ikke mindst en fordelingspolitisk baggrund, da det handlede om at beslutte, hvilke befolkningsgrupper der skulle bære omkostningerne ved oprustningen. Mens forbrugsafgifter havde ramt de små indtægter ville grundskatter ramme de velhavende. Regeringen fremlagde et lovforslag, som forsøgte at tage hensyn til de forskellige blokpartiers interesser. Snart viste det sig, at det ikke var muligt at nå til enighed i spørgsmålet om arveafgifter. Frem for alt de konservative ville for enhver pris undgå en belastning af grundejerne, mens de liberale anså en stærkere beskatning af jord for en længe forfalden nødvendighed. Efter lange interne forhandlinger besluttede Centrum sig til sidst for at stemme sammen med de konservative. Ganske vist endte loven med blive modereret, men det lykkedes de store jordbesiddere at varetage deres interesser.
Herimod opstod der en bred protestbevægelse, som samlede sig i Hansabund. Politisk var blokken endegyldigt brudt sammen over finansreformen. Dette førte efterfølgende i juni 1909 til von Bülows afsked.

### Tyskland i årene op til 1. verdenskrig

#### Partikonstellationer
Inden for det konservative parti mislykkedes et forsøg på distancere sig fra en ensidig varetagelse af landbrugets interesser og skabe et konservativt folkeparti. I stedet bredte der sig en stadig stigende belejringsmentalitet i partiet, og det forsvarede sine holdninger endnu stærkere end før; i stigende grad i modstrid med regeringen og til dels i samarbejde med den nye højrefløj. Trods denne udvikling arbejdede Centrum indtil 1912-1913 sammen med de konservative ikke mindst for at undgå igen at blive politisk isoleret. Udviklingen lettedes af svækkelsen af den demokratiske fløj inden for Centrum. Arbejderfløjen blev svækket af de såkaldte fagforenings- og Centrumsstridigheder. Samlet set rykkede partiet længere mod højre. Omvendt førte opløsningen af Bülowblokken til at de nationalliberale distancerede sig kraftigt fra de konservative og foretog et skridt mod venstre. Det skete ikke uden spændinger, da der stadig var tilhængere af et samarbejde med de konservative. Partiets ledelse omkring Ernst Bassermann forsøgte at holde sammen på fløjene, mens venstrefløjen omkring Gustav Stresemann tilstræbte et forbund med de venstreliberale. Blandt de venstreliberale førte erfaringerne fra Bülowblokken til en sammenlægning med Fremskridtspartiet. Dette parti vendte sig nu klart mod højrefløjen. Et forbund med SPD i lighed med den store blok i Baden forblev ganske vist omstridt. I den forbindelse spillede udviklingen blandt socialdemokraterne også en rolle. På baggrund af partiets stigende styrke trængte spørgsmålet om, i hvilken retning partiet skulle bevæge sig, mere og mere frem. De såkaldte centrister kædede en marxistisk ideologi sammen med praktiske reformer og satsede på en yderligere styrkelse af organisationen og afventede, at staten og samfundet skulle bryde sammen. Venstrefløjen omkring Rosa Luxemburg talte derimod for at organisere massestrejker, radikalisere arbejderklassen og forberede revolutionen. Reformisterne omkring Eduard Bernstein talte derimod for reformer og et samarbejde med de venstreliberale. De opnåede imidlertid ikke flertal i partiet, og partiledelsen omkring August Bebel fulgte en centristisk politik, som skulle fastholde partiets enhed.

#### Regeringen Bethmann-Hollweg
Efter afslutningen på von Bülows kanslerperiode var forsøget på at stabilisere kejserriget gennem imperialistisk ekspansion og begrænsede indre reformer stort set slået fejl. Sammenbruddet af Bülowblokken betød i stedet en skærpelse af striden mellem landbruget og landbefolkningen på den ene side og byerne og industrien på den anden. Til gengæld havde partierne og rigsdagen fået større indflydelse, mens kejseren og hans regering var svækket. Den nye rigskansler blev Bethmann-Hollweg, der med rigets indenrigsminister Clemens von Delbrück igen søgte at begrænse parlamentets indflydelse. Den nye kansler undgik derfor også at binde sig til en fast kreds af partier og satsede i stedet på vekslende flertal. Men regeringen var afhængig af støtte fra Centrum og de konservative. På grund af afhængigheden af de konservative forblev alle reformtiltag halvhjertede. I tvivlstilfælde blev afgørelserne udskudt, da det var vigtigere at fastholde den indenrigspolitiske stabilitet end at få løst konkrete problemer. Inden for finanspolitikken lykkedes denne politik, idet regeringen valgte at føre en stram sparepolitik. Det var svært for regeringen at undvige det pres for forandringer, der udgik fra den borgerlige venstrefløj og socialdemokraterne, men den forsøgte samtidig at bringe de konservative, Centrum og de nationalliberale nærmere hinanden. Det indskrænkede regeringens spillerum kraftigt. Det viste sig fx ved forsøget på at reformere den preussiske tredelte valgret i 1910. For de konservative gik regeringens lovforslag for vidt, mens de liberale afviste det som utilstrækkeligt. Socialdemokraterne demonstrerede ved stormøder for en demokratisk valgret; det førte til at Centrum og de konservative afviste ethvert reformforslag i dette spørgsmål. En ganske anden skæbne led indførelsen af en forfatning for Elsass-Lothringen. I stedet for at vedtage regeringens forslag i rigsdagen overtog Centrum, SPD og de venstreliberale initiativet og ændrede forfatningen på afgørende punkter. Derimod fortsatte erhvervspolitikken med at være landbrugsvenlig. I socialpolitikken var der bevægelse: I 1911 vedtoges en rigsforsikringsordning, som i en vis forstand afsluttede udbygningen af socialforsikringen. I denne sammenhæng hører også indførelsen af funktionærforsikringen. Dette nye tiltag havde den ikke uvelkomne effekt, at de sociale forskelle mellem arbejdere og funktionærer blev tydeliggjort og institutionaliserede.

#### Den politiske udvikling efter valget i 1912
Hvis det havde været svært at regere kejserriget før valget i 1912, blev det bestemt vanskeligere efter valget. Vælgernes utilfredshed med den svingende regeringspolitik førte til sidst til betydelige tab for de konservative, Centrum og de liberale partier. Den klare vinder blev socialdemokraterne, der for første gang blev det største parti. Konsekvensen var tydeligvis, at det hidtidige flertal var borte, mens et nyt ikke var i sigte. De konservative var trængt i defensiven, og uden for rigsdagen fik den nye højrefløj omkring Alldeutschen Verband og Deutscher Wehrverein vind i sejlene. Sammen med landbrugets og industriens interesseorganisationer dannedes i 1913 Kartell der schaffenden Stände som en slags højreorienteret paraplyorganisation. Højrefløjen vendte sig i den forbindelse mere eller mindre tydeligt mod såvel venstrefløjen som mod regeringen. Trods samarbejdet forblev der også forskelle på højrefløjen, fx mellem dem, der forsvarede landbrugets interesser, og folkelige grupper. På den anden side tegnede der sig efter valget i 1912 også reformtiltag. Således mistede landbrugsfløjen i Centrum styrke, mens de borgerliges indflydelse voksede. Nu opgav partiet bindingen til de konservative og søgte samarbejde med de nationalliberale. De førte begge en nationalistisk og militærvenlig politik, men krævede også en stærkere demokratisering af riget og større magt til parlamentet. De venstreliberale støttede dette og forsøgte at slå bro til socialdemokraterne. Imidlertid var der i Centrum og blandt de nationalliberale fortsat stor modstand mod et samarbejde med SPD. Omvendt havde socialdemokraterne også store forbehold overfor et samarbejde.
På baggrund af de nye flertalsforhold var regeringens situation blevet endnu sværere end den allerede var. Rigskansleren betegnede sin politik som en "diagonal politik", men den var uden overordnet plan og forsøgte at regere alt efter omstændighederne. I det hele taget var der efter 1912 tale om en blokering inden for indenrigspolitikken. Særlig tydeligt blev det inden for socialpolitikken. Den store minearbejderstrejke i 1912 var udtryk for en fornyet vækst i arbejdskampene og førte ganske vist til nye overvejelser om tiltag mod fagforeningerne, men ikke til nye socialpolitiske tiltag. Regeringen havde imidlertid ikke de store problemer med at få gennemført flåde- og militærpolitikken. Således blev der i 1912 vedtaget såvel en styrkelse af hæren som en ny flådelov. I 1913 stemte de borgerlige partier for en ny hærordning, som i lyset af de udenrigspolitiske spændinger førte til den største udvidelse af hæren i kejserrigets historie. Ved finansieringen af de nye rustningsudgifter fulgte parlamentet ikke regeringens planer, men vedtog i stedet en engangsafgift på formuer og en progressiv formueskat. Ved denne lejlighed stemte Centrum, de liberale og socialdemokraterne for første gang sammen. Dette samarbejde medførte også en begrænset udvidelse af parlamentets magt. Således blev der bl.a. indført tillids- og mistillidsafstemninger. Dette instrument blev f.eks. anvendt i forbindelse med Zabern-affæren 1913, da kejseren, regeringen og de militære ledelse dækkede over soldaters ulovlige behandling af civile i Lothringen. Efterfølgende udtalte rigsdagen – bortset fra de konservative – sin mistillid til regeringen. Om der i slutningen af tiden op til 1. verdenskrig bestod en ægte chance for at indføre parlamentsstyre er omstridt. Imidlertid bidrog rigsdagens og regeringens manglende handledygtighed til, at man kunne betragte en mulig krig som en vej ud af det indenrigspolitiske dødvande.

#### Udenrigspolitik

##### Følgerne af Bosnienkrisen
I de sidste år op til 1. verdenskrig voksede de internationale spændinger betragteligt. Især på Balkanhalvøen var der mange konflikter. I 1908 annekterede Østrig-Ungarn de osmanniske provinser Bosnien-Hercegovina, som landet havde holdt besat siden 1878. Dette udløste kraftige protester fra Serbien, som fik støtte fra Rusland. Tyskland stillede sig klart på Østrig-Ungarns side og udøvede et massivt diplomatisk pres på Rusland. Bosnienkrisen var ganske vist en kortsigtet sejr for Centralmagterne, men havde negative langfristede konsekvenser for Tyskland. På den ene side blev Tyskland endnu stærkere bundet til Østrig og på den anden side førte det diplomatiske nederlag til starten på en massiv oprustning.
Også von Bülow, som dengang stadig var kansler, erkendte faren ved en sådan risikabel politik og styrede herefter en mere forsigtig kurs. Denne kurs fortsatte Bethmann-Hollweg, som flyttede det udenrigspolitiske fokus tilbage fra verdenspolitikken til Europa. Desuden forsøgte den nye kansler at styrke Tysklands troværdighed ved at føre en mere forudsigelig politik. I den forbindelse søgte han afspænding overfor Rusland og Frankrig og bedre forbindelser til Storbritannien. Rent faktisk forbedredes forholdet i perioder til Rusland og Frankrig. Tyskland håbede på at nå til en forståelse med Storbritannien i flådespørgsmålet og på at opnå tilsagn om britisk neutralitet i tilfælde af en mulig krig. Så langt kom det ikke. På den ene side var kejseren og offentligheden ikke parat til at holde igen på flådebyggeriet og på den anden side var Storbritannien ikke særlig interesseret i at sætte det gode forhold til Frankrig og Rusland på spil.

##### Panterspring til Agadir
En stor del af den netop opnåede troværdighed mistede Tyskland i forbindelse med den Anden Marokkokrise i 1911, som bevidst blev udløst af Tyskland. Årsagen var Frankrigs militære fordringer, som var i modstrid med de internationale aftaler. Under ledelse af den nye udenrigsminister Alfred von Kiderlen-Waechter slog Tyskland ind på en hård kurs.
I denne forbindelse spille verdenspolitiske ambitioner igen en rolle. Tyskland var kun tilsyneladende interesseret i Marokkos uafhængighed. Det egentlige mål var få Frankrig til at afstå områder i Fransk Ækvatorialafrika til gengæld for en tysk anerkendelse af fransk herredømme over Marokko. Demonstrativt blev kanonbåden SMS Panther sendt til Marokko – en hændelse, som i samtidens aviser blev kaldt panterspringet til Agadir. Da Frankrig ikke lod sig påvirke herved og da Storbritannien stillede sig på Frankrigs side, så en europæisk krig truede med at bryde ud, måtte Tyskland til sidst give efter. I Marokko-Congo-aftalen accepterede Tyskland fransk herredømme i Marokko og fik dele af Fransk Ækvatorialafrika som kompensation, og de blev indlemmet i den tyske koloni Kamerun. Kamerun fik herved en smal adgangsvej til Congofloden.
I sidste ende var den Anden Marokkokrise et diplomatisk nederlag for Tyskland.
Det beslutsomme kanonbåds-diplomati havde ikke været en succes. Frankrig fik tildelt det i forhold til de centralafrikanske områder langt mere værdifulde Marokko. På den internationale konference var de tyske krav blevet mødt med almindelig afvisning og fik kun støtte fra Østrig-Ungarn, hvorved Tysklands stigende isolation blev tydelig.

##### Balkankrige
I den offentlige mening og i rigsdagen var konfliktberedskabet fortsat højt, men samtidigt voksede generalstabens kritik af regeringen. Men som følge af den stadig mere etablerede britisk-franske entente var Tysklands udenrigspolitiske muligheder begrænsede. Den tyske ledelse var heller ikke enige om kursen. Mens Tirpitz og kejseren ønskede en fortsat udbygning af flåden, forsøgte Bethmann-Hollweg at forhindre den af hensyn til Storbritannien. Det hensyn lykkedes kun i et vist omfang, og forhandlingerne i Berlin med den britiske krigsminister Richard Haldane, 1st Viscount Haldane i begyndelsen af 1912 endte uden resultat. Nu fortsatte kaprustningen mellem Storbritannien og Tyskland, selv om de to regeringer fortsat forhandlede. Der var dog tegn på en begyndende forståelse fx i kolonispørgsmål. Frem for alt arbejdede de to parter tæt sammen under Balkankrigene. Under krigene mellem de nye balkanlande og Det osmanniske rige i 1912 og 1913 brød den allerede ustabile ligevægt på Balkan endeligt sammen, og det kom til konfrontationer mellem Østrig-Ungarn og Rusland. Hermed opstod der en trussel om en konfrontation mellem blokkene. Det blev forhindret ved at Tyskland og Storbritannien optrådte som mæglere.
I den tyske ledelse var der betydelig uenighed og styringsproblemer under Balkankrisen. I december 1912 indkaldte Wilhelm 2. til krigsråd med de øverste militære ledere. Den civile ledelse af landet var ikke indbudt. Ganske vist blev der på dette møde ikke truffet beslutning om at styre i retning af en storkrig, som det ellers længe er troet. Men det blev stadig tydeligere, at militæret anså en europæisk krig for uundgåelig og overvejede en præventiv krig. En følge af mødet var at opruste hæren i stor stil, hvilket rigsdagen vedtog med hærordningen i 1913.

## Første verdenskrig

### Julikrisen
Attentatet i Sarajevo på den østrig-ungarske tronfølger Franz Ferdinand den 28. juni 1914, som blev udøvet af den serbiske attentatmand Gavrilo Princip, afstedkom en hektisk diplomatisk aktivitet, som mundede ud i en europæisk storkrig. Der var forskellige opfattelser af, hvem der var skyld i krigen, og det førte til årtiers debat.
Tyskland spillede en nøglerolle under den såkaldte julikrise, som førte til krigsudbruddet. Tyskland rådede Østrig-Ungarn til en energisk indsats overfor Serbien i modsætning til under den forudgående balkankrig i 1912. Tyskland lovede nu dobbeltmonarkiet ubetinget støtte. Da Bethmann-Hollweg udstedte denne blankocheck at der dermed bestod en fare for en europæisk storkrig. Bag beslutningen lå imidlertid først og fremmest en bekymring om at Rusland inden for en overskuelig tid ville blive militært overlegent og at Frankrig og Storbritannien nærmede sig hinanden. Derfor knyttede Tyskland sig endnu stærkere til sin tilbageværende alliancepartner. Hertil kom at det i den fastkørte indenrigspolitiske situation var et ønske at blødgøre regeringens kritikere – ikke mindst på højrefløjen – med udenrigspolitiske sejre. Endelig pressede militæret kraftigt på for at få en forebyggende krig mod Rusland. Også selv om kansleren ikke delte denne holdning, forringede dette pres chancerne for en diplomatisk løsning. Rigets øverste ledelse besluttede at følge en kurs, der indebar en "kalkuleret risiko". Den håbede ganske vist på at kunne undgå krig, men kunne ikke udelukke at den ville komme. I sidste ende mistede Tyskland kontrollen over situationen, fordi alt afhang af Ruslands holdning. I slutningen af juli kom krisen helt ud af kontrol, da Østrig-Ungarn erklærede Serbien krig og Rusland reagerede med en delvis mobilisering. Ganske vist blev der fra tysk side gjort nye forsøg på at nå en diplomatisk løsning, men Tyskland indstillede sig stadig mere på krig. Det var af indenrigspolitiske grunde vigtigt at Rusland kom til at fremstå som angriberen. Da Rusland den 30. juli til sidst indledte en generalmobilisering kunne Tyskland fremstille dette som et afgørende skridt mod krigen. Herefter erklærede Tyskland krig mod Rusland den 1. august og mod Frankrig den 3. august. I overensstemmelse med Schlieffen-planen fra 1905 marcherede den tyske hær ind i det neutrale Belgien. Målet med denne indmarch var det at omgå befæstningerne ved den tysk-franske grænse og ved en hurtig fremrykning omringe og nedkæmpe de franske arméer.
Den afgørende svaghed ved planen var, at den overvurderede den våbenteknologiske udvikling og dermed hærens mulighed for at gennemføre en bevægelseskrig. Hurtige motoriserede enheder var endnu ikke til rådighed, og forsvarerne kunne derfor tvinge angriberne til en stillingskrig, der gik over i en udmattelseskrig. Håbet om at Storbritannien ville acceptere krænkelsen af Belgiens neutralitet blev ikke opfyldt. I stedet førte den tyske indmarch til, at Storbritannien og hele det Britiske imperium gik ind i krigen mod Centralmagterne.

### Krigens forløb
Den 18. august begyndte den tyske storoffensiv, som skulle omringe Ententens arméer. Tyskerne stødte hurtigt frem til Bruxelles. Den 4. september overskred tyskerne Marne floden. Men fremrykningen blev stoppet af et modangreb i Slaget ved Marne. Flere forsøg på at genoptage fremrykningen mislykkedes. Herefter ændrede krigen karakter fra en bevægelseskrig til en stillingskrig. At Schlieffenplanen slog fejl førte til, at Centralmagterne måtte føre krig på flere fronter i vest, øst og syd. I øst trængte den russiske hær uventet hurtigt ind i Østpreussen. Den tyske sejr i slaget ved Tannenberg i slutningen af august 1914 og yderligere slag stoppede den russiske fremrykning og gav de to tyske generaler Paul von Hindenburg og Erich Ludendorff heltestatus. Den østrig-ungarske hær havde det i begyndelsen af krigen svært mod Serbien og Rusland. De første krigsmåneder viste, at dobbeltmonarkiets kræfter kun rakte til at kunne håbe på en afgørende sejr på en af fronterne.
Af forskellige årsager blev østfronten vigtigere end vestfronten i 1915. Det lykkedes de tyske tropper at redde Østrig-Ungarn fra et truende sammenbrud og etablere en forbindelse over land til Centralmagternes allierede i det Osmanniske Rige. Den tyske offensiv trængte de russiske tropper tilbage, Serbien blev besejret efter at Bulgarien havde sluttet sig til Centralmagterne, og Rumænien forholdt sig neutralt. Offensiven blev stoppet. I syd opstod der med den italienske krigserklæring den 23. maj 1915 endnu en front. Tyskland støttede også her sin allierede med tropper.
I 1916 blev Vestfronten igen midtpunktet for de tyske krigsanstrengelser. I skyttegravene og befæstningerne var der to handlemuligheder: Den ene var at opnå et gennembrud af de fjendtlige linjer og den anden var en udmattelseskrig. I foråret 1915 havde de allierede flere gange forgæves forsøgt at gennembryde den tyske front. Men det tyske angreb ved Verdun, som blev indledt den 21. februar 1916, forsøgte ikke for alvor at opnå et gennembrud af fronten. I et kæmpemæssigt materielslag med kalkulerede store tab var det meningen at den fjendtlige hær skulle forbløde. Slaget kostede 600.000 døde og sårede på hver side. Tyskerne nåede ikke deres mål; i stedet førte slagets umenneskelighed til en demoralisering af de tyske soldater. De allierede satsede ved modoffensiven i slaget ved Somme fra 1. juli 1916 også kun på en udmattelsesstrategi. Efter enorme tab på begge sider blev slaget afbrudt i slutningen af november 1916.
På højdepunktet af kampene på vestfronten blev det stadig tydeligere, at Tyskland dårligt kunne klare en krig på flere fronter. Både Italien og Rusland gik i offensiven. Brusilovoffensiven i Galicien førte til den østrig-ungarske hærs sammenbrud. Den førte til at Rumænien tilsluttede sig de allierede. Situationen tvang tyskerne til igen at sende stærke enheder østpå for at stabilisere fronten. I august blev Erich von Falkenhayn afløst som generalstabschef for den tyske hær af Paul von Hindenburg. Militært begyndte krigsførelsen at blive radikaliseret i 1916-1917. Allerede i 1915 havde Tyskland erklæret uindskrænket ubådskrig. Efter protester fra USA blev denne form for søkrig igen indskrænket. I januar 1917 blev den uindskrænkede ubådskrig genindført efter pres fra hærledelsen men også fra rigsdagen og den offentlige mening, men imod rigskanslerens ønsker. Resultatet blev at USA trådte ind i krigen på allieret side den 6. april 1917. Det skulle vise sig, at denne udvikling blev afgørende. De amerikanske troppers ankomst i Europa ville imidlertid vare et stykke tid. I foråret 1917 begyndte i vest en britisk offensiv i Flandern omkring Ypres. Den varede i flere måneder, og kostede briterne store tab uden at de erobrede større områder.
I øst havde situationen i første omgang ændret sig til fordel for Centralmagterne ved den russiske oktoberrevolution. De nye magthavere ønskede at skabe fred udadtil for at kunne sikre sig magten indadtil. I midten af december 1917 indgik de våbenstilstand og separatfred. Den bolsjevikiske regerings håb om milde fredsbetingelser gik ikke i opfyldelse. I stedet gennemtrumfede tyskerne et diktat ved Brest-Litovsk-freden. Rusland måtte afstå Polen, Kurland, Litauen og store dele af Georgien. Det måtte også garantere Ukraines og Finlands selvstændighed og trække sig ud af Estland og Livland.
Dermed åbnede der sig igen en mulighed i vest for at gennemføre en sejrrig offensiv. Den tyske forårsoffensiv i 1918 begyndte i marts, men slog hurtigt fejl. Modoffensiven, som nu også omfattede amerikanske tropper, var mere end de tyske tropper kunne klare. Fra sommeren 1918 kom stadig flere tyske soldater i allieret krigsfangenskab.

### Den indenlandske udvikling

#### Den økonomiske og sociale udvikling
Efter krigens udbrud begyndte erhvervene at omstille produktionen til krigsforhold. Efter en kort periode med høj arbejdsløshed førte de store indkaldelser til hæren snart til mangel på arbejdskraft. Virksomhederne forsøgte at imødegå dette med indsættelse af krigsfanger og kvinder i stigende tal. Da krigen trak ud betød den manglende import af fødevarer og manglen på arbejdskraft i landbruget til at det kneb med fødevareforsyningerne til befolkningen. Resultatet var betydelige prisstigninger og manglende forsyninger. Det lykkedes kun i utilstrækkeligt omfang at overvinde problemerne ved at forbedret arealanvendelse.

#### Borgfred og national begejstring
De indenrigspolitiske problemer i kejserriget rykkede i baggrunden ved mobiliseringen. Det af kansleren og kejseren udformede slagord: "Jeg kender ikke længere nogen partier, jeg kender kun tyskere" faldt i god jord, fordi ingen i Tyskland var i tvivl om, at Rusland var den egentlige aggressor. Godt nok var der udover de mange eksempler på overdreven nationalfølelse også eftertænksomme stemmer, men det endte med, at også systemets kritikere kun sjældent undlod at udvise national solidaritet. Socialdemokratiet havde allerede under julikrisen organiseret massedemonstrationer mod en mulig forestående krig, og søgt samarbejde med andre partier i Anden Internationale, men da fædrelandet skulle forsvares mod den "zaristiske reaktion" ændrede stemningen sig. De hårdnakkede krigsmodstandere og klassekæmpere såsom Karl Liebknecht og Rosa Luxemburg var isolerede, mens reformister såsom Eduard David og Ludwig Frank i løbet at meget kort tid kunne få rigsdagsgruppen til ikke kun at vente, men give støtte til de nødvendige lån til finansiering af krigen. Den af regeringen proklamerede borgfred, dvs. indstillingen af de indenrigspolitiske stridigheder, var der almindelig enighed om at følge, da de fleste regnede med, at en krig kun ville vare i nogle få uger. Fagforeningerne gav afkald på at føre arbejdskampe under krigen og rigsdagen besluttede at udskyde alle valg til efter krigens afslutning.
Ved indførelsen af krigsret gik den udøvende magt over til de ledende generaler i militærdistrikterne. Disse var ganske vist formelt underlagt kejseren, man han var imidlertid ikke var i stand til at kontrollere og koordinere de 24 militære ledere. Wilhelm 2., som efter krigsudbruddet mest opholdt sig i det såkaldte "Store hovedkvarter" var slet ikke i stand til at styre situationen. Han spillede stort set ingen politisk rolle og mistede autoritet. I stedet udviklede chefen for generalstaben med generalkvartermesteren som hans stedfortræder sig til selvstændige og også indenrigspolitisk vigtige magtcentre.
De indledende militære sejre og senere pressecensurens forskønnelser førte i ultranationalistiske kredse, men også i det brede borgerskab til store forventninger om sejr. Dette førte til ekstreme forestillinger om krigens mål. Matthias Erzberger indledte dette med sit memorandum af 2. september 1914. Han krævede anneksioner i vest og øst, varigt herredømme over Belgien og etablering af tyskvenlige satellitstater på russisk område. Også kanslerens septemberprogram indeholdt anneksion af territorium i vest, etablering af en tysk kontrolleret middeleuropæisk økonomisk zone og et stort centralafrikansk kolonirige. Længere endnu gik et memorandum fra de store erhvervsorganisationer i 1915. Dette forudså mere vidtgående erhvervelser af territorier og en umyndiggørelse af den stedlige befolkning. Flertallet i arbejderbevægelsen holdt fast i deres oprindelige defensive krigsmål. I stedet håbede de på indenrigspolitiske reformer, nemlig social og politisk ligestilling, uindskrænket organisationsfrihed og en demokratisering og parlamentarisering af det politiske system. På baggrund af disse forskelligartede forventninger var Bethmann-Hollweg trods borgfreden tvunget til at manøvrere. Dette efterlod såvel på højre som venstrefløjen tvivl om kanslerens oprigtighed.
I SPD kom kritikken allerede i begyndelsen af december 1914 åbent frem, da Karl Liebknecht i rigsdagen som indtil videre det eneste medlem stemte imod yderligere krigslån. I marts 1915 sluttede Otto Rühle sig til ham. Herfra udviklede der sig efterhånden en partiintern opposition, som et år senere allerede omfattede 20 medlemmer. Liebknecht og Rühle forlod parlamentsgruppen den 24. marts 1916 blev de øvrige afvigere også udelukket. De dannede herefter det såkaldte ”Sozialdemokratische Arbeitsgemeinschaft”, som indtil videre forblev en partiintern opposition.

#### Den nye øverste hærledelse og loven om hjælpetjeneste
Mere truende end den indre uenighed i SPD var kritikken fra højrefløjen med støtte fra sværindustrien mod rigskanslerens holdning. De krævede fra 1915 energisk en udvidelse af ubådskrigen mod den engelske handelsblokade.
Kansleren håbede ved at udskifte den ikke særlig succesfulde generalstabschef von Falkenhayn med Hindenburg og dennes generalstabschef Ludendorff at kunne profitere af deres popularitet. Imidlertid kom det snart til at stå klart at den nye militære ledelse ikke understøttede kanslerens forsigtige kurs. I stedet argumenterede de for genoptagelse af den uindskrænkede ubådskrig og gik ind for territoriale anneksioner. Også i rigsdagen mistede Bethmann-Hollweg i stigende grad støtte. Ganske vist stillede flertallet sig bag den øverste hærledelse, uden at der hermed var taget stilling til indførelse af et skjult militærdiktatur. Samtidig besluttede nemlig et flertal bestående af partierne fra de nationalliberale til socialdemokratiet, at når rigsdagen var hjemsendt, skulle finansudvalget fortsat have ret til at forhandle om udenrigspolitikken og krigen. Ved en kejserlig forordning af 4. november 1916 blev udvalget ophøjet til hovedudvalg og holdt herefter næsten permanent møde. Den af den øverste hærledelse forlangte mobilisering af al til rådighed stående arbejdskraft til indsættelse i den krigsvigtige produktion i form af den såkaldte lov om hjælpetjeneste  skulle indføres efter aftale med rigsdagen og forbundene. Mens det foresvævede den øverste hærledelse, at der skulle ske en militarisering af hele befolkningen, fik den civile ledelse af landet gennemført, at det alene drejede sig om en almindelig arbejdspligt. Parlamentet indførte arbejderudvalg i de berørte virksomheder. Desuden blev der etableret mæglingsinstitutioner, som bestod af lige mange arbejdere og arbejdsgivere.

#### Fredsresolution og indenrigspolitisk radikalisering
Alligevel var den øverste hærledelses magt betydelig. Den fik gennemtrumfet den uindskrænkede ubådskrig. I mellemtiden havde blokaden, omstillingen til krigsvigtig produktion, transportvanskeligheder og andet ført til en social nød grænsende til hungersnød og uroligheder som følge af sult, som ikke var set siden før industrialiseringen. Også herigennem voksede det politiske pres. De venstreliberale greb i marts 1917 lejligheden til at presse på for at få indført parlamentsstyre. Det tilsluttede Stresemann sig på vegne af de nationalliberale, Philipp Scheidemann for SPD og Centrum. Bethmann-Hollweg forsøgte at tilpasse sig den nye situation. Imidlertid fulgte kejseren han kun delvis i sit ”påskebudskab”  af 7. april 1917. Blandt den krigstrætte arbejderbefolkning udbrød der massestrejker og den netop grundlagte USPD, som var udsprunget af ’’sozialdemokratischen Arbeitsgemeinschaft’’, fik stor opbakning. Også flertalssocialdemokraterne (Mehrheitssozialdemokratie (MSPD)) forlangte en tydelig imødekommenhed. Da regeringen var afvisende, greb Erzberger fra Centrum initiativet til at få en fredsresolution vedtaget i rigsdagen. Den blev udformet i forhandlinger mellem repræsentanter for de venstreliberale, de nationalliberale, Centrum og SPD. På baggrund af dette møde etableredes det partiovergribende udvalg bestående af venstreliberale, SPD og Centrum. På grund af kanslerens forsonlige holdning begyndte den øverste hærledelse og vende sig imod Bethmann-Hollweg og søgte at overtale kejseren til at afskedige ham. Da partierne - fra de konservative til SPD - udtalte sig mod kanslerens ide om fredsresolutionen, var hans stilling ikke længere holdbar.
Hans efterfølger blev overraskende nok Georg Michaelis. Han viste sig stort set ude af stand til at imødegå den øverste hærledelses forsøg på at skabe et diktatur. Da militæret var mod fredsresolutionen, fik den lige så lidt praktisk betydning som pavens fredsinitiativ i 1917. Rigsdagens initiativ, som gik ind for en aftalefred uden anneksioner, førte imidlertid til, at der på den politiske højrefløj dannedes en ny samlende kraft – det tyske fædrelandsparti.
, som primært blev dannet af Wolfgang Kapp. I 1918 havde det ca. 300.000 medlemmer og agiterede for en sejrrig „Hindenburgfred“ med talrige anneksioner. Myndighedernes støtte til Fædrelandspartiet kostede rigskansleren rigsdagens tillid. Hans efterfølger blev den tidligere bayerske ministerpræsident Georg von Hertling. Han måtte efter pres fra partierne gøre den fremskridtsliberale Friedrich von Payer til vicekansler og forpligte sig til at følge et af rigsdagen udarbejdet program. Hertling forblev modstander af parlamentsstyre og undgik konfrontationer med den øverste hærledelse. Den gennemførte efter oktoberrevolutionen yderligere militære besættelser i øst. Herved undergravede den militære ledelse ethvert forsøg på at opnå en aftalefred med krigsmodstanderne i vest.

#### Oktoberreformer og afskaffelsen af monarkiet
Alligevel blev forbundet af MSPD, venstreliberale og Centrum ved at med at fungere som modpol til den øverste hærledelse. Imidlertid var der betydelige konflikter mellem partierne. Da hundredtusinder af arbejdere i slutningen af januar 1918 demonstrerede mod afbrydelsen af forhandlingerne i Brest-Litovsk
, indtrådte førende socialdemokrater som Scheidemann, Friedrich Ebert og Otto Braun i strejkeledelsen. Det afstedkom betydelig kritik fra de borgerlige partier.
Da det efter de allieredes gennembrud ved Amiens den 8. august 1918 blev stadig tydeligere, at krigen var tabt, væltede flertallet i rigsdagen (med støtte fra Centrum) Hertling og krævede endegyldig indførelse af parlamentarisme i Tyskland. Parallelt hermed indså også dele af regeringen og til sidst også Hertling selv nødvendigheden af indrømmelser for at komme en revolution i forkøbet. Allerede den 14. august 1918 havde den øverste militærledelse vurderet den militære situation som håbløs og krævede den 29. september udformning af et våbenstilstandsforslag. Dette skulle udformes af den parlamentariske regering, for på den måde at kunne lægge ansvaret for nederlaget på partierne.
Kejseren kunne i betragtning af det pres, som kom fra alle sider, kun acceptere. Der blev herefter dannet en koalition af MSPD, fremskridtspartiet og Centrum med prins Max von Baden som kansler. Allerede inden den officielle udnævnelse gennemtrumfede den øverste hærledelse, at den nye regering umiddelbart efter sin tiltrædelse skulle anmode præsident Woodrow Wilson om en våbenstilstand, for at redde hæren, der var på randen af sammenbrud. Da den øverste hærledelse i slutningen af oktober skiftede mening, afskedigede kejser Wilhelm 2. Ludendorff, men beholdt Hindenburg. Den 26. oktober 1918 havde rigsdagen gennemført indførelsen af parlamentsstyre ved lov, den såkaldte oktoberreform. Allerede den 15. oktober havde det preussiske parlament vedtaget afskaffelsen af den tredelte valgret.
Reformerne kom ganske vist for sent til at redde kejserriget. Ordren den 24. oktober 1918, om at flåden skulle stævne ud og møde den overlegne Royal Navy, udløste et oprør blandt matroserne. Det udviklede sig i løbet af få dage til revolution – novemberrevolutionen. I talrige tyske byer blev der etableret soldater- og arbejderråd. Kurt Eisner udråbte den Bayerske fristat i München. Revolutionen nåede den 9. november til Berlin, hvor rigskansler Max von Baden af frygt for en radikal politisk omvæltning egenmægtigt bekendtgjorde kejserens afgang og overdrog kanslerposten til formanden for SPD Friedrich Ebert. Samme eftermiddag udråbte Philipp Scheidemann den tyske republik. Karl Liebknecht fra Spartakusforbundet udråbte "Freie Sozialistische Republik Deutschland". Kejseren blev af sine fortrolige presset til at abdicere for at afspænde situationen og om muligt redde monarkiet. Den 10. november drog han i eksil i Holland. De fleste andre tyske monarker abdicerede. Den sidste monarkistiske delstat var Kongeriget Württemberg, hvis fyrste Wilhelm 2. af Württemberg abdicerede den 30. november 1918.

## Kejserriget i historieskrivningen
Det tyske kejserriges historie blev siden grundlæggelsen vurderet forskelligt alt efter den politiske situation. Lige efter grundlæggelsen dominerede en preussisk-lilletysk fortolkning. En historiker fra Basel Jacob Burckhardt frygtede allerede i 1871, at hele verdenshistorien siden Adam ville blive omskrevet med den tyske sejr i 1870-1871 som udgangspunkt. De indflydelsesrige historikere Heinrich von Sybel og Heinrich von Treitschke har ladet den forudgående tyske historie munde ud i rigets grundlæggelse og understreget Preussens rolle. I modsætning til f.eks. Johann Gustav Droysen trådte i de nationalliberale fortolkninger de liberaldemokratiske forhåbninger i baggrunden. I stedet blev nationalstatens magt og Bismarcks geni fremhævet. Denne fortolkning var den førende også i den wilhelminske periode.
Frem for alt under 1. verdenskrig blev en særlig tysk vej betonet af historikerne, idet kejserriget blev fremhævet som et bedre alternativ til både demokratiet og kapitalismen i vest og til det autokratiske styre under zaren. De allierede anså den tyske vej som militarisme og overdreven nationalisme.
Først i Weimar-republikken kunne kejserriget betragtes som en afsluttet tidsepoke. Men det var helt til 1980'erne fortsat kendetegnende, at kejserrigets historie var genstand for kontroversiel diskussion i lyset af samtiden. I 1920’erne var det skyldsspørgsmålet om starten på 1. verdenskrig, som stod i centrum. Ud over en flertalsholdning, som afviste at Tyskland var skyld i krigen og fortsat så kejserriget i et positivt lys, var der et mindretal, der ligesom Johannes Ziekursch og Eckart Kehr forholdt sig kritisk til kejserriget. I det tredje rige var på der på den ene side en mere traditionel nationalkonservativ fortolkning af tiden efter 1871, og på den anden side var der kritik af det ”ufuldendte rige”. Erich Marcks fortolkede Bismarcks grundlæggelse af det tyske rige som et første trin i opbygningen af nationalstaten som Adolf Hitler senere fuldendte.
Efter 2. verdenskrig blev det diskuteret, om der var en kontinuitet fra Bismarck over Wilhelm 2. til Hitler. I første omgang dominerede et mere konservativt synspunkt. Theodor Schieder indrømmede forsigtigt, at staten havde haft visse mangler, da han talte om, at kejserriget som nationalstat, forfatningsstat og kulturstat ikke var blevet fuldendt. Også Gerhard Ritter erkendte visse strukturproblemer som indhegningen af militarismen, men fastholdt alligevel en mere traditionel konservativ tradition. Fremstillingerne i efterkrigstiden søgte at tolke Tyskland i en samlet europæisk sammenhæng og forkastede tanken om en særlig tysk vej. Ligeledes blev det efter krigen også diskuteret i hvilket omfang den lilletyske løsning havde været uomgængelig.
Kejserriget oplevede en højkonjunktur som forskningsgenstand efter 1960'erne, hvor krigsskyldsspørgsmålet igen trådte i forgrunden. I den forbindelse drejede det sig ikke kun om de agerende personer, men også om hvorvidt der havde været strukturmæssige svagheder ved rigets opbygning. Denne debat fortsatte i 1970'erne og de tidlige 1980'ere over i en debat om en særlig – negativ – tysk vej. Ikke mindst gennem de kompakte studier af kejserriget af Hans-Ulrich Wehler (1973) fremkom der i 1970'erne yderligere spørgsmål f.eks. om den indre rigsgrundlæggelse, Bismarcks kolonipolitik og modernismen i det wilhelminske rige. Højkonjunkturen skyldtes ikke mindst et generationsskifte blandt historikerne. Forfattere som Wehler, Wolfgang J. Mommsen, Gerhard A. Ritter, Heinrich August Winkler og Jürgen Kocka havde en ganske anden vestligt præget intellektuel forståelse end deres forgængere.
I 1980'erne faldt historikernes interesse for at forske i kejserriget betydeligt. Mens andelen af artikler om det tyske kejserrige i "Historische Zeitschrift" fra 1966 til 1977 udgjorde 27 %, faldt den fra 1986 til 1990 til under 10 %. I tidsskriftet "Geschichte und Gesellschaft" udgjorde andelen mellem 1975 og 1979 en tredjedel, men mellem 1995 og 1999 var det kun en fjerdedel. Heller ikke den tyske genforening førte til en større interesse for emnet. Vigtigere for den tyske selvforståelse blev debatten om den nationalsocialistiske tid og udviklingen efter 2. verdenskrig. Senere er kejsertiden blevet et "normalt" forskningsområde på linje med mange andre, som i modsætning til 1960-1980 ikke længere udløser større fagvidenskabelige eller samfundsmæssige kontroverser. I den forbindelse er såvel metoderne som emnerne blevet udvidet. I 1990'erne kom det f.eks. til en ny interesse for politisk historiske og kulturhistoriske spørgsmål. Stadig vigtigere blev også sammenlignende forskning af adel og borgerskab, og også nationalismeforskningen blev øget. I den forbindelse kom det f.eks. inden for forskningen i borgerskabet til relativeringer af tidligere opfattelser. Stadig vigtigere blev også de regionale forskelle i kejserriget og udforskningen af de socialmoralske miljøer. I modsætning til 1970'erne spiller tanken om Kejserriget som en forløber for det tredje rige en mindre rolle, vigtigere blev det at se kejserriget som et eksempel på en samfundsmæssig, politisk, økonomisk og kulturel forandring på baggrund af industrialisering og demokratisering. I stedet for teorien om en særlig tysk vej kom tanken om en indlejring i en samlet europæisk kontekst.

## Det tyske kejserriges rigskanslere
| Navn                                  | Tiltrådt         | Fratrådt           |
| ------------------------------------- | ---------------- | ------------------ |
| Otto von Bismarck                     | 21. marts 1871   | 20. marts 1890     |
| Leo von Caprivi                       | 20. marts 1890   | 26. oktober 1894   |
| Chlodwig zu Hohenlohe-Schillingsfürst | 29. oktober 1894 | 17. oktober 1900   |
| Bernhard von Bülow                    | 17. oktober 1900 | 14. juli 1909      |
| Theobald von Bethmann Hollweg         | 14. juli 1909    | 13. juli 1917      |
| Georg Michaelis                       | 14. juli 1917    | 1. november 1917   |
| Georg von Hertling                    | 1. november 1917 | 30. september 1918 |
| Maximilian von Baden                  | 3. oktober 1918  | 9. november 1918   |